# Città fantasma in Italia
Le città fantasma in Italia sono quelle località italiane un tempo abitate che sono state abbandonate, a seguito di calamità o di migrazioni, dall'intera popolazione, e i cui edifici sono in parziale o totale rovina.

## Abruzzo

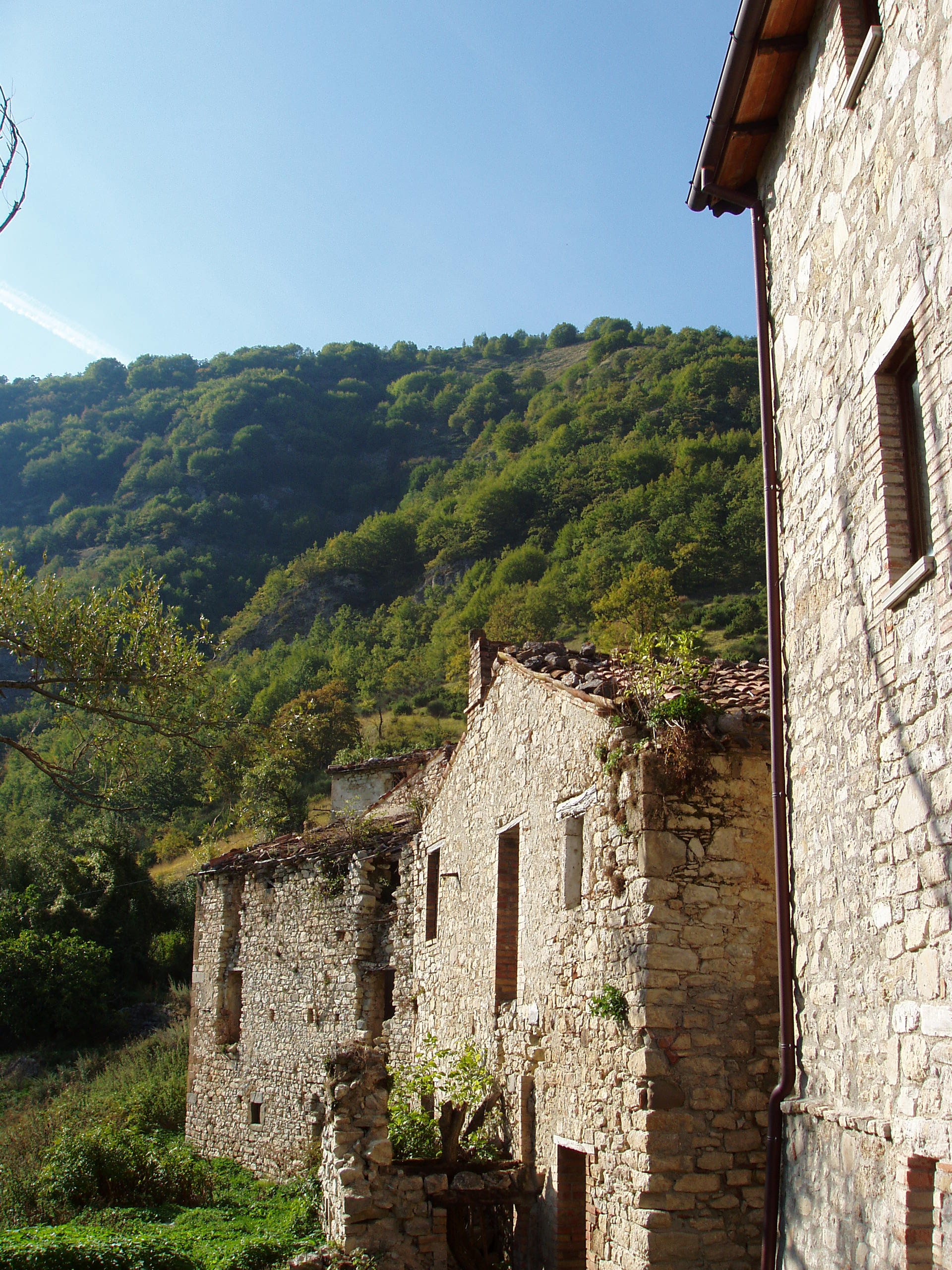
Valle Piola in provincia di Teramo

In provincia di Teramo vi sono alcune frazioni e villaggi montani nei territori di Rocca Santa Maria, Fano Adriano, Torricella Sicura, Cortino e Valle Castellana: Martese, Serra, Tavolero, Valle Piola, Altovia, Valle Pezzata, Laturo, Fiume, ecc. nonché il borgo medievale di Sant'Egidio alla Vibrata, il borgo medievale di Faraone Antico, la frazione Case Cascignoli del comune di Bisenti, Vezzano di Mosciano Sant'Angelo e Frunti nel comune di Teramo.
Particolarmente interessante è Valle Piola, situato nel cuore dei Monti della Laga, paese che risulta abbandonato dal 1977, quando l'ultima famiglia si trasferì altrove. In varie case è presente il caratteristico gafio, un balcone in legno di origine longobarda.

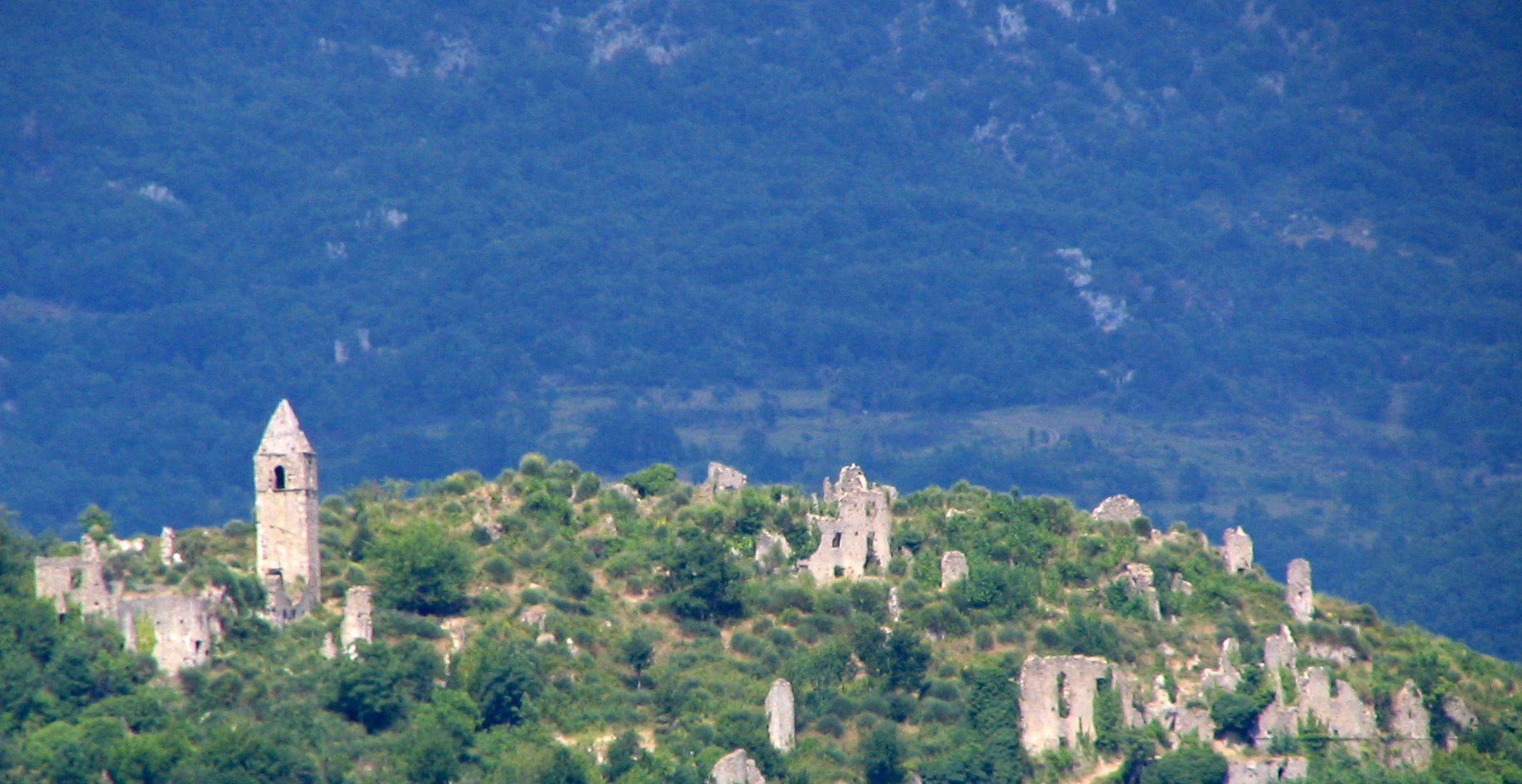
Borgo abbandonato di Morino Vecchio

In provincia dell'Aquila si trova poi Sperone, abbandonato dai suoi abitanti che si sono trasferiti a cominciare dagli anni sessanta nel nuovo Borgo Sperone a Gioia dei Marsi; nello stesso comune si trova il casale abbandonato di Le Grippe. A Ortona dei Marsi si trova la borgata disabitata di Fonte Giusta. Morino Vecchio, nel comune di Morino, Meta Vecchio di Meta e Lecce Vecchio insieme ad alcuni casali come Sierri e Buccella a Lecce nei Marsi e Frattura Vecchia, nel comune di Scanno sono stati abbandonati dai pochi superstiti del terremoto del 1915. Anche il borgo medievale di Albe Vecchia venne distrutto e abbandonato in seguito al terremoto della Marsica. Situato nel comune di Massa d'Albe sovrasta il sito archeologico di Alba Fucens.
Nel comune di San Vincenzo Valle Roveto si trovano i pochi ruderi di Roccavecchia, il primordiale borgo di Roccavivi distrutto dalla frana del 1616.
Esempio lampante di buona manutenzione è il borgo di Calascio Vecchio, distrutto dal terremoto del 1706, su cui poggia Rocca Calascio, set di numerosi film di successo come Ladyhawke.
In provincia di Chieti invece è da considerarsi città fantasma il borgo abbandonato di Gessopalena, Gessopalena Vecchia. Il paese fu distrutto con cariche di dinamite il 1º gennaio 1944 dai nazisti, essendo il paese sulla linea Gustav. Oggi è trasformato in sito archeologico. Nei dintorni è abbandonato anche il borgo di Lettopalena Vecchia, anche essa distrutta dai tedeschi.
Presso la Val di Sangro è abbandonato il centro di Buonanotte Vecchio di Montebello sul Sangro per una frana che danneggiò il paese nell'Ottocento. Tra Fraine e Roccaspinalveti sono visibili i resti dei centri vecchi, caduti in rovina per via di frane.
In provincia di Pescara sono degne di nota per i resti medioevali i due borghi di Pietra Spaccata (Castrum Rocchettae) facente parte della frazione di Roccacaramanico nel comune di Sant'Eufemia a Maiella con cimitero annesso e il borgo di Salle Vecchia, nel comune di Salle. Qui è conservato il Castello di Salle, mentre Roccacaramanico è visitabile in estate dai turisti di tutta Italia.

## Basilicata

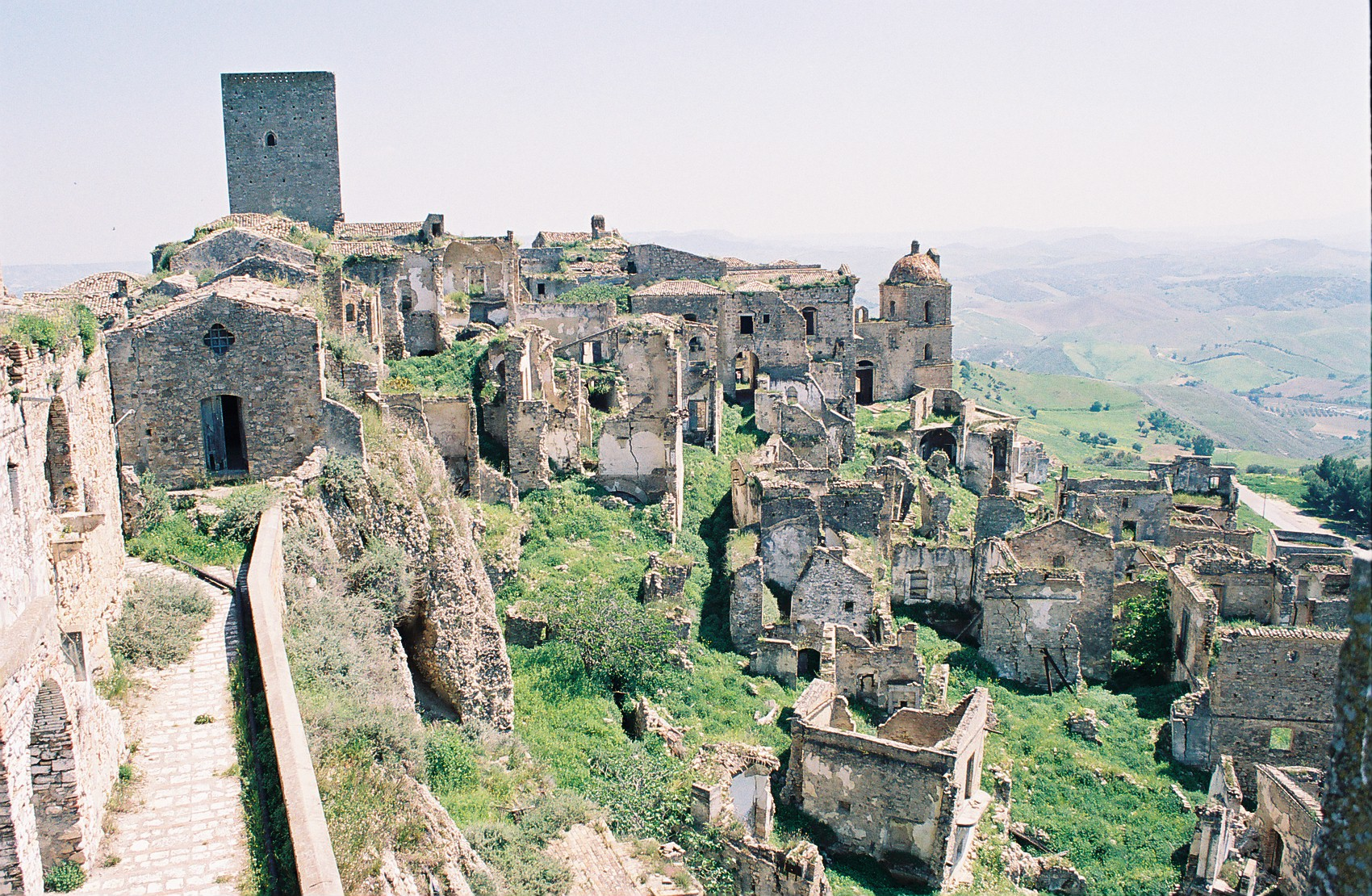
Craco

Il vecchio centro abitato di Craco, paese in provincia di Matera, è stato abbandonato nel 1963 a causa di una frana che lo distrusse e tuttora è rimasto come il momento in cui venne abbandonato. Questa evacuazione ha conferito al borgo un certo fascino che ha attratto alcuni registi che scelsero Craco per girare scene dei loro film (La Passione di Cristo di Mel Gibson, Cristo si è fermato a Eboli di Francesco Rosi, King David di Bruce Beresford e Quantum of Solace di Marc Forster sono alcuni esempi). Inoltre, secondo gli appassionati di paranormale, Craco sarebbe infestata da presenze arcane, in cui risuonano strani rumori, echi di voci, urla e misteriose forme luminose nelle abitazioni.
Da menzionare è anche Campomaggiore Vecchia, un piccolo centro della provincia di Potenza ove le case erano disposte a scacchiera e ogni abitante aveva un pezzo di terreno da coltivare. Analogamente a Craco, la città fu abbandonata nel 1885 per via di una frana, divenendo un borgo molto suggestivo da osservare.

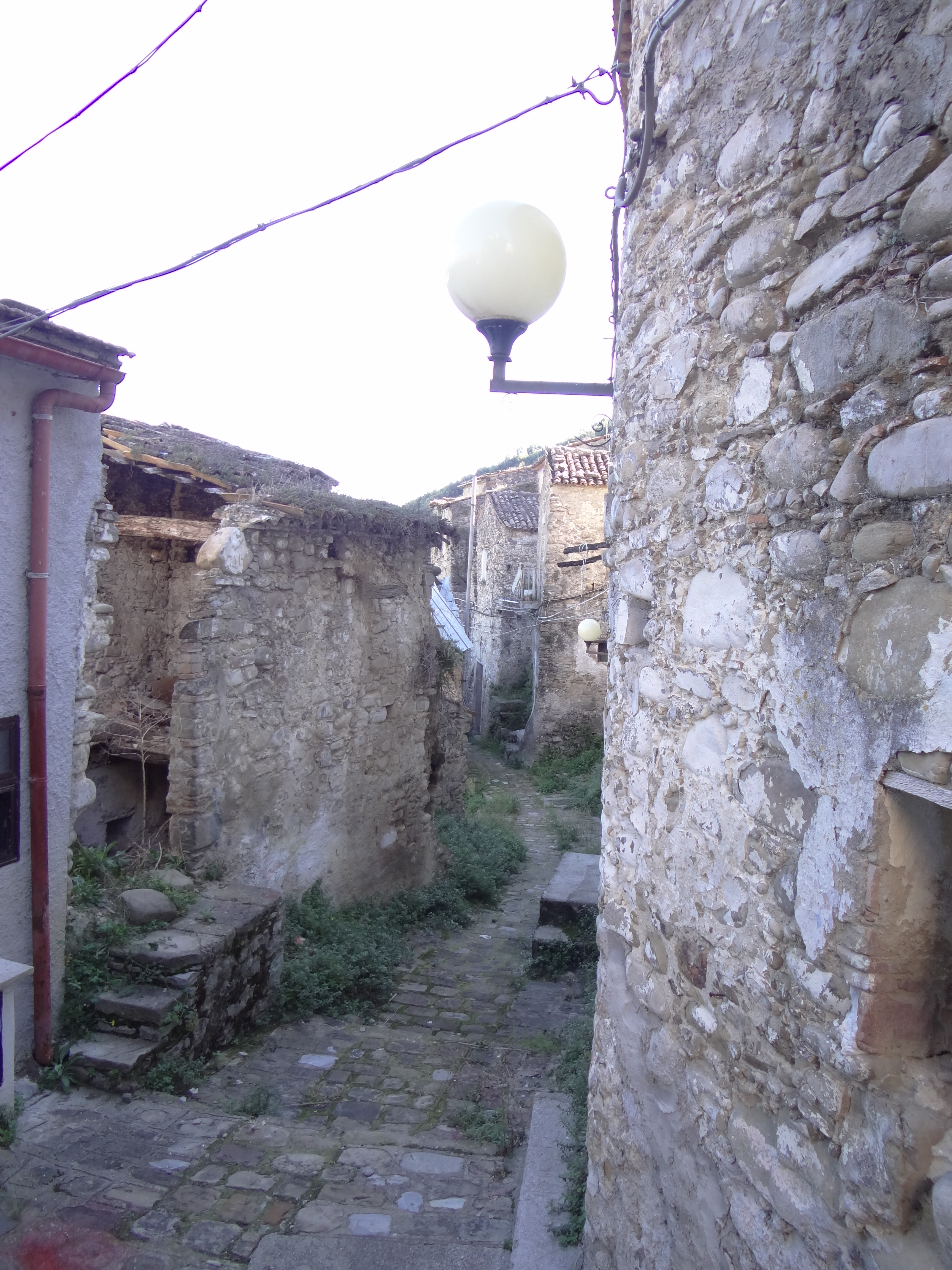
Armento Il Casale

Il paesino di Alianello Vecchio, frazione del Comune di Aliano in provincia di Matera, è stato abbandonato dopo il terremoto dell'Irpinia del 1980 e la sua popolazione trasferita nel nuovo nucleo di Alianello Nuovo.
Il Casale di Armento, in provincia di Potenza, fu danneggiato dal violento terremoto della Basilicata del 16 dicembre 1857 che causò trentuno vittime e danni estesi in gran parte della Basilicata. La struttura più rappresentativa è il Castello, posto all’estremità SE. Noto come Palazzo Terenzio, è contraddistinto da quattro fasi costruttive (fase normanno-sveva, databile tra il XII e il XIII secolo, con la strutturazione di una cinta muraria sul lato sud-ovest; fase angioina, inquadrabile cronologicamente nel XIV secolo, con l’innalzamento di una torre; fase aragonese del XV secolo, con la ricostruzione del torrione centrale e con la realizzazione di un altro lungo il lato nord-est, e l’ultima fase, collocabile dopo il terremoto del 1857, con l’impiego della cosiddetta tecnica delle ‘civate’, contrassegnata da una pietra più grande posta al centro e diversi sassolini disposti intorno).

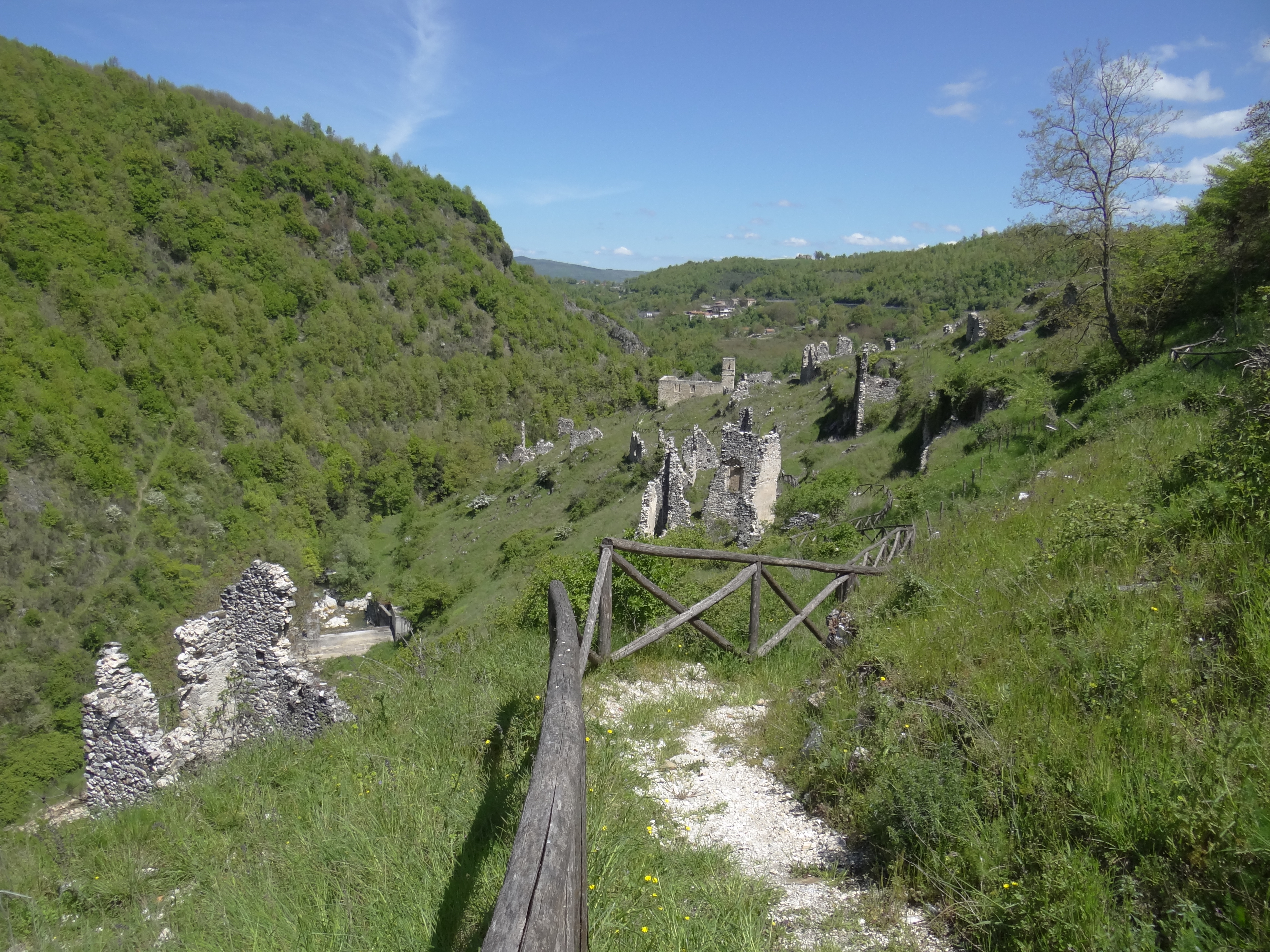
Ruderi del borgo antico di Brienza

Brienza Vecchia è il borgo antico della cittadina, situata in provincia di Potenza e distrutta dal terremoto del 16 dicembre 1857. Con il crollo di gran parte delle abitazioni, il cedimento parziale del Castello Caracciolo e 151 vittime, fu completamente abbandonata e trasferita più a valle. Nel paese vecchio si conservano le tracce dei quartieri residenziali con abitazioni disposte a schiera. Il nucleo più antico, databile tra il VII e l’VIII secolo, è rappresentato dalla chiesa a navata unica di San Martino. Nel X secolo si sviluppano le aree residenziali distribuite nelle immediate vicinanze della chiesa di San Nicola in piazza Piana (poi Santa Elisabetta, oggi Via Archi) e di San Nicolò dell’Arco e poi nell’XI secolo intorno alla chiesa di Santa Maria Assunta (che divenne chiesa Madre nel 1683). Accanto alla torre, posta all’estremità della cinta di fortificazione nella zona più ripida del pianoro, si apre la porta della Torricella, che immette nell’area residenziale di San Michele dei Greci. In posizione elevata, a controllo di tutto l’abitato e della sottostante vallata, è il castello Caracciolo, la cui forma quasi triangolare, su tre piani, si adatta alla conformazione della collina su cui si erge. Nella parte sommitale dell’abitato, è posto il Santuario del Santissimo Crocifisso a unica navata, databile al 1237.

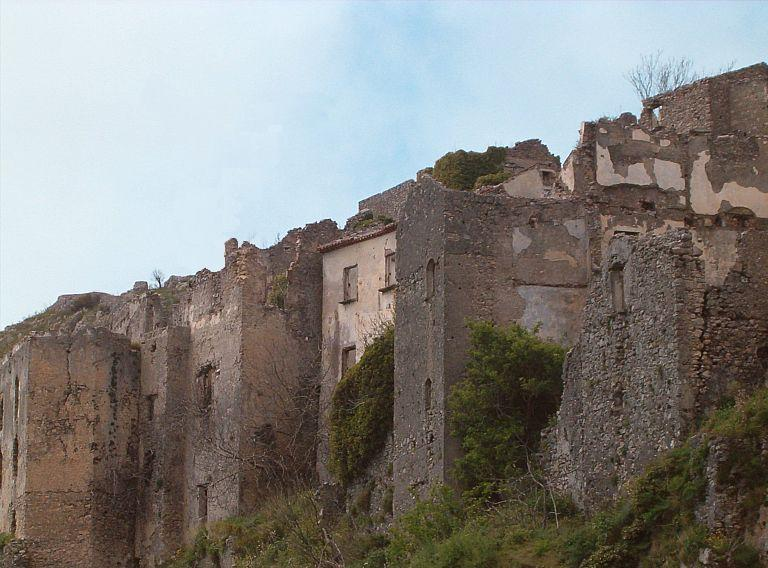
Maratea Castello

Maratea Castello (o Superiore, PZ), in provincia di Potenza, è il primo nucleo abitativo di Maratea. Fu distrutta durante l’'assedio napoleonico del 1806. Descritta nel 1835 nell’opera “Di S. Biase e di Maratea. Discorso istorico”, di Carmine Iannini, rettore curato e cappellano della Basilica di San Biagio, era situata in posizione strategica: a sud era difesa naturalmente da uno strapiombo e nel settore nord da un imponente tracciato murario. Conserva in situ labili tracce come due torri, originariamente poste a guardia di una delle due porte, i ruderi di Palazzo Ventapane, posto a guardia di uno degli ingressi, e i resti di strutture abitative di dimensioni ridotte, dotate di cisterna e di un piccolo giardino ove coltivare ortaggi e allevare animali domestici.

## Calabria
Il borgo di Africo, e il villaggio di Casalinuovo frazione di Africo, sull'Aspromonte, furono abbandonati nel 1951-1953 a causa dell'alluvione, del mese di ottobre 1951 e ricostruiti al livello del mare col nome di Africo Nuovo, nella contrada "Le querce" del comune di Bianco, molto vicino alla foce della fiumara La Verde, presso il promontorio di capo Bruzzano, l'antica Locri Epizefiri. I borghi (Africo e Casalinuovo) abbandonati, erano adagiati su due costoni della montagna, dirimpettai, divisi da una fiumara affluente del La Verde. Poche centinaia di metri li separavano. Non vi era collegamento stradale, nel senso comune del termine, ma una mulattiera che con ghirigori, era lunga più di tre chilometri.
L'antico borgo di Laino Castello in provincia di Cosenza fu abbandonato all'inizio degli anni ottanta, anche se la costruzione delle infrastrutture del nuovo centro abitato era già in atto dalla prima metà degli anni settanta in località Pornia (poco distante dal vecchio centro).
Il borgo è rimasto abbandonato e dimenticato dalle istituzioni per circa 20 anni, ma ora è oggetto di recupero e riqualificazione che vorrebbero farne un borgo-albergo.
Di Panduri, cittadina situata in collina nel comune di Careri (RC), distrutta da un terremoto nel 1570, rimangono le antiche mura del convento; dalla sua distruzione, su una collina vicina, sorse il nuovo paese, Careri. Si narra che nelle viscere della collina di Panduri si trovi una caverna alla quale si accede attraverso una piccola fessura nascosta chi sa dove, ma conosciuta dagli abitanti del posto. Questa caverna presenta, secondo il racconto di molti abitanti, misteriosi fenomeni di magnetismo. Fatto sta che dal terremoto che distrusse la cittadina di Panduri sopravvisse solo un terzo della popolazione. I morti non vennero seppelliti. Interessante è la storia di un famoso quadro conservato nel monastero e ritrovato successivamente al terremoto. Venne ritrovato, racconta la leggenda, da un bue che costrinse i proprietari a scavare nel luogo dal quale non voleva più muoversi. Si trattava di un'opera raffigurante una madonna, "La Madonna delle Grazie di Panduri". Il quadro venne conservato fino agli anni ottanta del Novecento presso la chiesa parrocchiale di Careri. Misteriosamente venne trafugato. Molto probabilmente rivenduto presso collezionisti. Panduri vede ogni estate riempirsi la sua collina di fedeli che si raggruppano per pregare in suffragio dei morti del terribile terremoto e per la Madonna di Panduri, di cui si porta in processione una riproduzione.
Inoltre il paese di Cavallerizzo (frazione di Cerzeto in provincia di Cosenza), è disabitato dal 7 marzo 2005 in seguito a una frana che distrusse una parte delle abitazioni. È uno dei paesi albanofoni (arberesh) della provincia di Cosenza.
Pentedattilo ora frazione del comune di Melito di Porto Salvo ma comune autonomo fino al 1811, caratteristico per la forma della roccia "a cinque dita" su cui è costruito e da cui prende il nome.

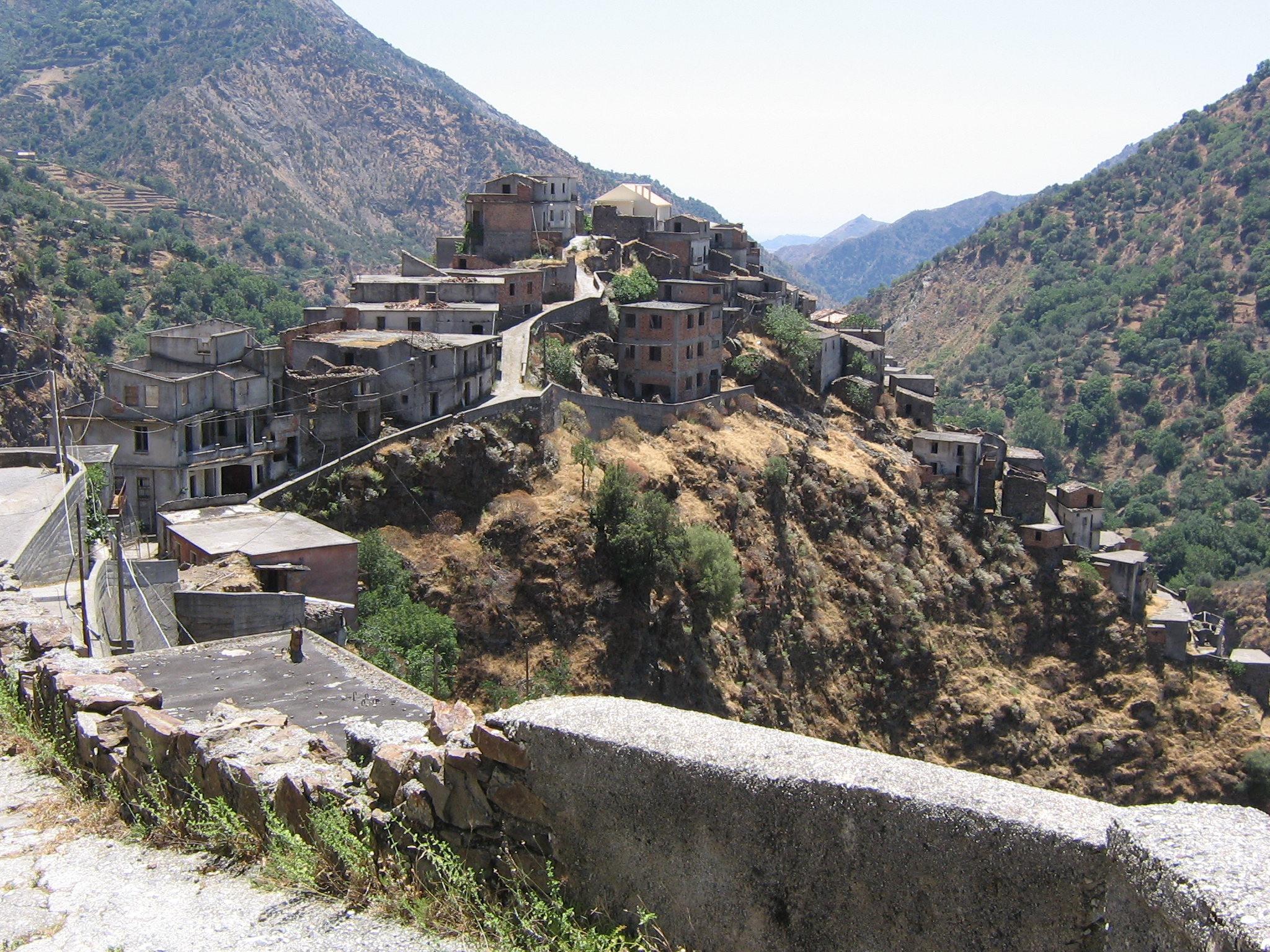
Roghudi in provincia di Reggio Calabria

Roghudi Vecchio, in provincia di Reggio Calabria, gravemente colpito dai terremoti del 1783 (con il crollo di gran parte degli edifici), del 1894 (con il disfacimento di sessantasei abitazioni), del 1905 (con la demolizione di sette abitazioni), del 1907 (con gravi danni a quarantadue abitazioni e all’edificio scolastico) e del 1908 (con il crollo di alcune dimore, lesioni a tutte le altre e due vittime), fu danneggiato anche dalle frane del 1963 e del 1971 (1-4 ottobre). Tra il 1972 e il 1973 (15 dicembre 1972-3 gennaio 1973), inoltre, si verificò nell’area un lungo periodo di piogge che rese il sito ‘inabitabile’, causandone il trasferimento nel centro di Roghudi Nuovo. In situ, in posizione centrale è la chiesa di San Nicola, recentemente restaurata, con altare marmoreo sul quale è deposto un crocifisso ligneo, meta di numerosi pellegrini. Abbandonato negli anni settanta a seguito di alluvioni e ricostruito in un'area compresa nel comune di Melito di Porto Salvo. È uno dei comuni ellenofoni della provincia di Reggio Calabria. 
Cirella Vecchia - alle spalle dell'attuale paese (Cirella), arroccato su di un promontorio c'è il vecchio abitato. Venne abbandonato nel 1806 in quanto bombardato dalla flotta francese durante l'"insurrezione calabrese".

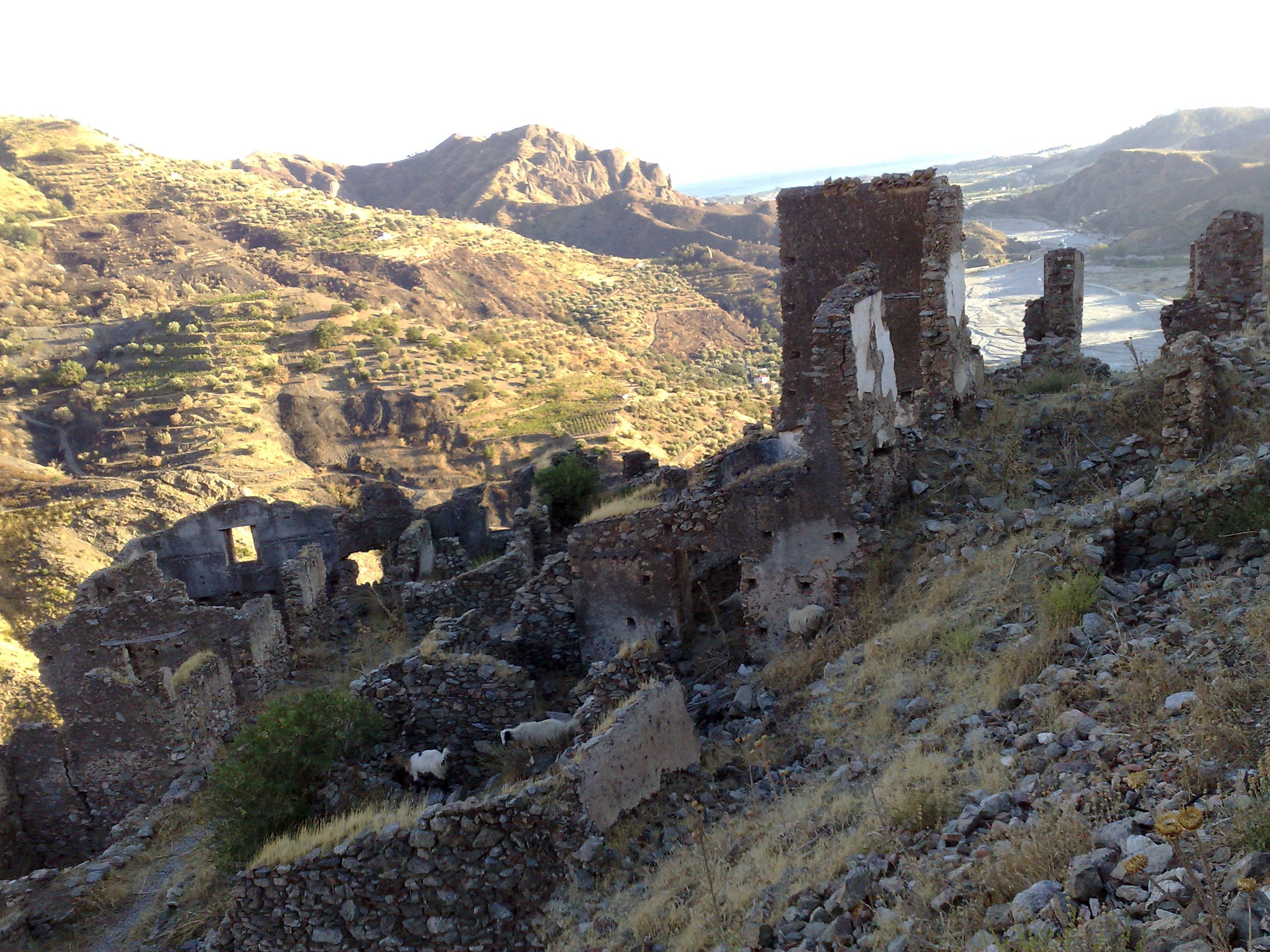
Ruderi di Castello Ruffo di Amendolea

Amendolea Vecchia è un piccolo paese, frazione di Condofuri, in provincia di Reggio Calabria. Colpita dai terremoti del 1783 (con crolli e lesioni in diverse abitazioni), del 1907 (con danni a circa ventisei dimore e alla chiesa parrocchiale di San Sebastiano) e del 1908 (con il crollo del Castello Ruffo e l’inagibilità della chiesa parrocchiale), fu dichiarata ‘inabitabile’ e ricostruita poco più a valle, ad Amendolea Nuova, dopo la violenta frana del 1951 (16-18 ottobre). L’abitato, delimitato da una cinta muraria, è caratterizzato dalla presenza del Castello Ruffo, edificato tra l’XI e il XII secolo con funzione prima difensiva, e poi, tra il XII e il XIII secolo, residenziale. Del maniero, distrutto in parte dai terremoti del 1783 e 1908, si conservano alcune torri, il mastio, la cisterna e la cappella. Nel sito si distingue, inoltre, la chiesa protopapale di Santa Maria Assunta (XII-XIV secolo), absidata, a navata unica e con planimetria di tipo bizantino.
Avena è una frazione del comune di Papasidero, in provincia di Cosenza. Fortemente danneggiato da uno dei tanti terremoti che sconquassò la Calabria, quello di Policastro del 1982, il sito fu spostato a Bivio Avena (Papasidero). Nel centro storico si erge la Chiesa della SS. Trinità, a navata unica, edificata nel XVI secolo. All’interno, in un’edicola che si eleva al di sopra dell’altare, si conserva un affresco cinquecentesco raffigurante la Santissima Trinità con quattro arcangeli (apocrifi) opera di Renato Grisolia.

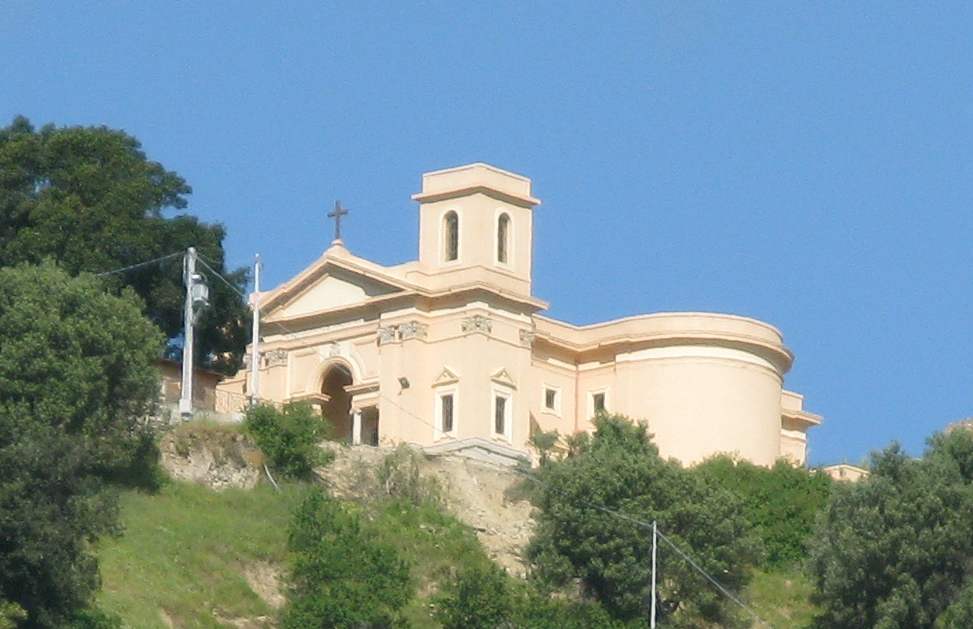
Chiesa di Maria Santissima Annunziata (Brancaleone Superiore)

Brancaleone (Superiore), in provincia di Reggio Calabria, fu danneggiato dai violenti terremoti del 1783 (con lesioni alle abitazioni e crolli nella chiesa parrocchiale e nel convento), del 1905 (con il disfacimento di quattro case), del 1907 (con il crollo della chiesa parrocchiale e una vittima) e del 1908 (con gravi danneggiamenti a tutte le case), negli anni ’50 del Novecento fu completamento trasferito sul litorale (a Brancaleone). In situ si conservano le tracce della cinta di fortificazione, i ruderi del castello (databile al XV secolo) e, all’estremità sud-orientale, la chiesa Arcipretale dell’Annunziata, edificata negli anni ’30 del secolo scorso, in stile neoclassico, con all’interno i resti di un altare cinquecentesco in marmo policromo.
Nardodipace Vecchio, in provincia di Vibo Valentia, fu colpito dalla violenta alluvione del 1951 (16-18 ottobre), con trecento abitanti che risultarono senzatetto, fu trasferito a circa 4 Km più a monte, sul pianoro di ‘Ciano’. Alcuni abitanti, però, continuarono a vivere nel sito fino alla violenta frana degli anni ’70 del Novecento, altri ancora non l’hanno mai completamente abbandonato.
Africo Vecchio, in provincia di Reggio Calabria, già colpito dai diversi terremoti (1783, 1905, 1907, 1908), fu abbandonato dopo la violenta frana del 1951 (16-18 ottobre) che causò nove vittime, determinando il trasferimento totale della popolazione ad Africo Nuovo. In situ si conservano i resti della scuola elementare, rimasta attiva fino al 1948, del municipio, dell’ambulatorio medico e della chiesa di San Salvatore, collocata in posizione centrale nella Piazza Umberto I. Dal 1972, ogni anno, nel mese di maggio, durante i festeggiamenti in onore di San Leo, un’icona del Santo viene condotta dai pellegrini al paese vecchio per sancire la continuità sacra, culturale e sociale con il paese d’origine.
Bianco Vecchio, distrutto dai violenti terremoti del 1783 (con il crollo della maggior parte delle abitazioni e trentuno vittime), fu dichiarato ‘inabitabile’ e ricostruito sul litorale e fa parte della Città metropolitana di Reggio Calabria. In situ si conservano la Porta urbica di accesso, i ruderi delle abitazioni e la chiesa di Santa Maria del Soccorso a navata unica (databile all’XI secolo e ricostruita nel XVII secolo) che conserva, al suo interno, il fonte battesimale e tracce dell’intonaco originario e, all’esterno, il campanile ottagonale.

## Campania
Altri tre esempi sono presenti in provincia di Salerno, nell'area del parco nazionale del Cilento, Vallo di Diano e Alburni: si tratta degli abitati di Roscigno Vecchia, San Severino di Centola e Romagnano al Monte.
Inoltre nella provincia di Benevento si segnala Tocco vecchio nel comune di Tocco Caudio; vanno ricordate anche le parti vecchie di Apice, in provincia di Benevento, e di Melito Irpino e Conza della Campania in provincia di Avellino, abbandonate rispettivamente in seguito ai terremoti del 1962 e del 1980. Nel Napoletano va segnalato il rione Terra di Pozzuoli, il 2 marzo del 1970 dopo una forte scossa di bradisismo con un'ordinanza d'urgenza il comune evacuò l'intero quartiere, l'evento sismico lesionò e rese inagibili gran parte degli storici edifici. 
Nella provincia di Caserta sono da annoverare San Pietro Infine duramente bombardato durante la seconda guerra mondiale e successivamente sgomberato, consegnandolo alla storia in stato di rudere, e il paese di Croce nel comune di Rocchetta e Croce. L'attuale centro è stato ricostruito più a valle negli anni cinquanta.

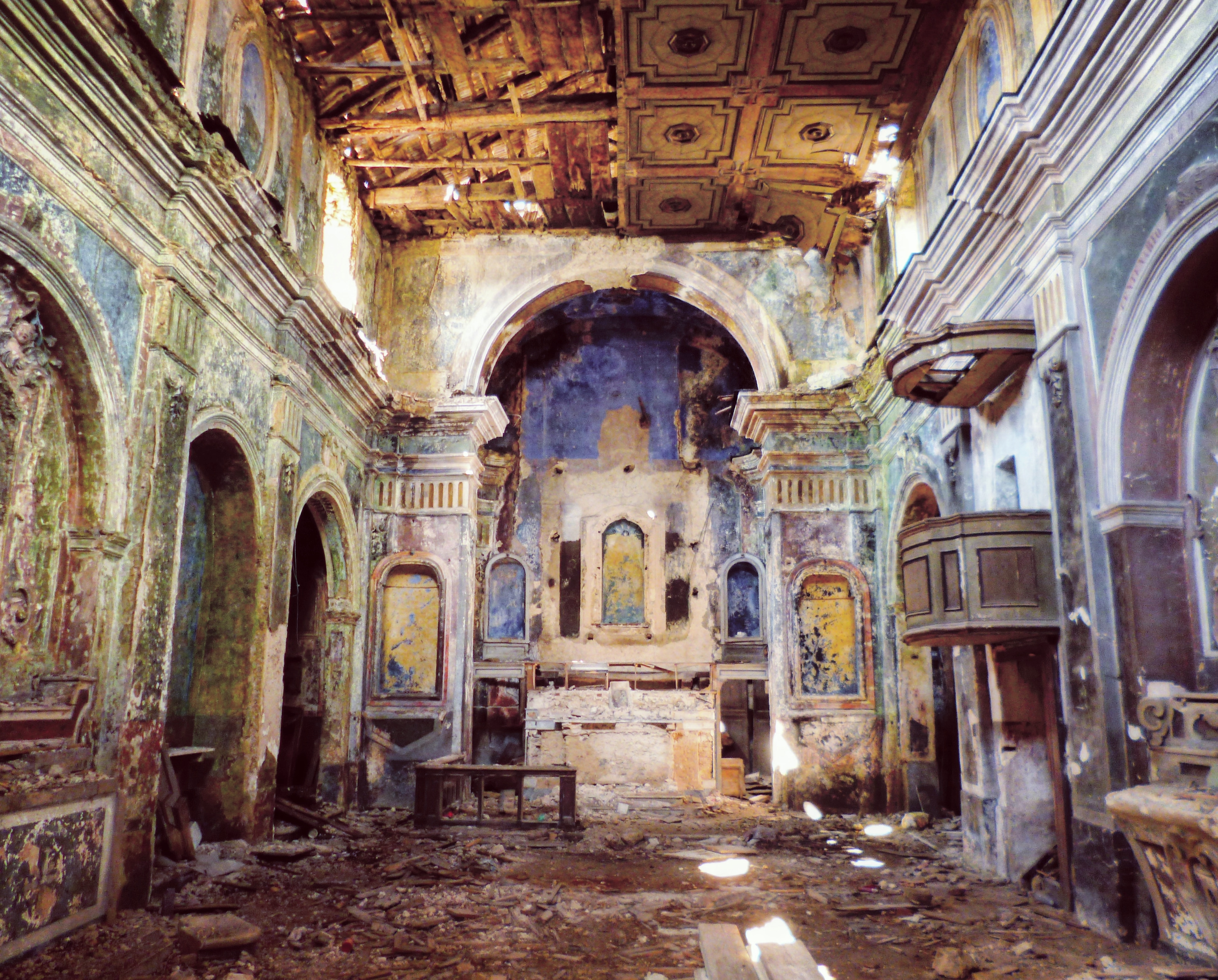
Chiesa della Madonna del Rosario a Romagnano al Monte

Romagnano al Monte, colpito da diverse calamità (la peste del 1656, il terremoto dell'Irpinia e Basilicata del 1694, la Carestia dell'Italia centrale e meridionale del 1763-1764, il terremoto dell'Irpinia del 1910), fu evacuato e trasferito in un nuovo centro (posto a circa 2 km di distanza, in località Ariola) dopo il violento sisma del 1980. Il terremoto causò il crollo della chiesa di Maria SS. del Rosario, gravi danni alla chiesa di Santa Maria della Botte, al municipio e a gran parte delle abitazioni. In situ si conservano le tracce di una torre del castello, abbandonato dopo il terremoto del 1694, oggi inglobata in una struttura di età successiva, i resti delle abitazioni innalzate in pietra locale, gli edifici pubblici e la chiesa settecentesca della Madonna SS. del Rosario, in piazza Castello (edificata nella seconda metà del XVII secolo e restaurata tra il 1761 e il 1764), spogliata negli anni completamente dei suoi arredi più preziosi.

## Emilia-Romagna
Nella provincia di Bologna sono da citare i resti del borgo medievale di Durazzo nel comune di Molinella. Il borgo, che nel Medioevo possedeva una discreta importanza, cominciò a decadere a causa dell'impaludamento della zona dovuto alle continue rotte dell'Idice e della Quaderna a metà del Settecento. L'abbandono dei terreni e della sontuosa villa da parte della famiglia senatoria bolognese dei Pepoli era già avvenuto tuttavia all'inizio del XVIII secolo. Del borgo rimane, tuttora, solo il campanile della chiesa dei SS. Filippo e Giacomo, mentre probabili resti di abitazioni e della villa dei Pepoli sono sepolti nei terreni circostanti, sotto accumuli di sedimenti fluviali. Sempre in questa provincia si può annoverare la località di Prada in comune di Grizzana Morandi: gran parte degli edifici sono disabitati e/o in rovina così come le chiese, il cimitero e le abitazioni padronali; le altre poche abitazioni restano vuote per gran parte dell'anno.
Ancora nell'Appennino Bolognese, nel comune di Camugnano, al confine con la provincia di Prato, c'è il villaggio di Chiapporato; borgo quattrocentesco di carbonai, nel corso del XX secolo si è spopolato, l'ultima casa è stata abitata fino al 2014 da un'anziana madre e dalla figlia; alla morte della madre, la figlia ha lasciato il borgo, a tutt'oggi raggiungibile solo grazie a un sentiero nel bosco; nel borgo sorge anche una chiesetta (restaurata, ma non più officiata) e un cimiterino, le ultime lapidi del quale risalgono all'inizio degli anni sessanta.
In provincia di Parma si ricordano: in alta Val Taro, il borgo disabitato dagli anni 1970 di Bozzi (comune di Bedonia), il borgo di Varviaro nei pressi di Santa Maria del Taro (comune di Tornolo) e Vosina (frazione di Bardi), ormai coperti da una fitta vegetazione. In Val Ceno, si ricorda Ca' Scapini, con le suggestive case in pietra in stato di avanzato degrado. Nella bassa parmense si ricorda Cella di Colorno, frazione scomparsa alla fine del 1700 dalla lenta e secolare erosione del fiume Po.
In provincia di Forlì-Cesena, nel comune di Portico e San Benedetto, è presente il piccolo borgo abbandonato di Bastia. Il declino del villaggio iniziò a metà del XIX secolo con l'ammodernamento della strada del Muraglione (oggi SS67) che portò al rapido sviluppo del vicino paese di Bocconi, posto sulla medesima. Nel 1868 una frana distrusse la chiesa, la canonica e alcune abitazioni dando un altro duro colpo alla vita del paese, definitivamente abbandonato negli anni cinquanta del XX secolo. Oggi le abitazioni sono ridotte a ruderi coperti dalla boscaglia, salvo una piccola chiesetta tuttora officiata in alcune occasioni. Nel comune di Bagno di Romagna si trova la frazione disabitata di Pietrapazza.

## Friuli-Venezia Giulia
Tipico esempio di borgo rurale montano abbandonato è Palcoda, frazione del comune di Tramonti di Sotto. Degno di nota è anche il borgo medioevale di Cja Ronc, abitato fino alla fine del XIX secolo, si trova in cima a una collina che domina la frazione di Campeis, nel comune di Pinzano al Tagliamento. Il paese si sviluppa intorno a una piazza e possedeva anche un cimitero e una pieve propri. Attualmente il borgo versa in un grave stato di abbandono; la vegetazione ha reso quasi del tutto impossibile l'accesso, già impervio a causa del carattere franoso della montagna e nel tempo ha subito numerosi atti di sciacallaggio. Ai piedi della collina su cui sorge, si trovano alcune case di recente costruzione, con pochi abitanti. Si trova poi il paesino di Pozzis, il primo centro abitato che il torrente Arzino incontra dopo la sorgente, nel comune di Verzegnis. Il paese si spopolò definitivamente nei primi anni sessanta, a causa dell'emigrazione. Si trova in una posizione estremamente isolata, ma oggi non è difficile raggiungerlo. Il paese salì agli onori della cronaca nel 1999, a causa di un omicidio che si consumò nel posto; oggi è abitato da una persona sola che, però, è molto nota in regione, poiché ogni anno organizza un motoraduno proprio a Pozzis.

## Lazio

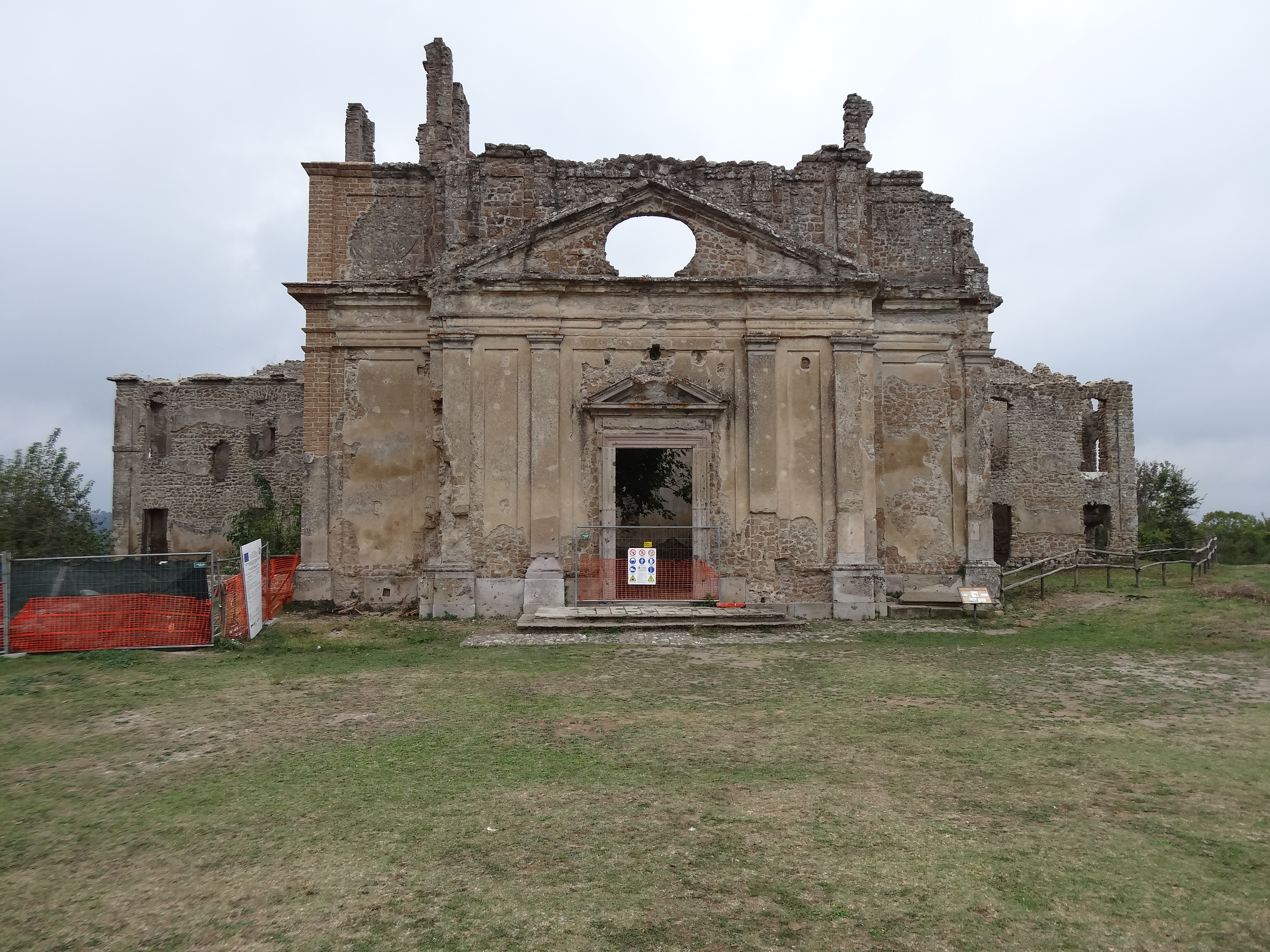
La chiesa di San Bonaventura Monterano

Nel Lazio si possono trovare numerose città fantasma, spesso impiegate come set cinematografici per la relativa vicinanza a Roma e agli studi di Cinecittà.
Nel territorio di Camerata Nuova, nella città metropolitana di Roma Capitale, è presente Camerata Vecchia, borgo abbandonato dopo il devastante incendio del 1858: oggi rimangono in piedi le case e il monumentale arco della chiesa di Santa Maria. A nord della capitale si trovano Tolfaccia, vicino ad Allumiere, e Monterano, feudo abbandonato in seguito al saccheggio dell'esercito francese del XVIII secolo: quest'ultimo è una cittadella vasta e spettacolare con la vegetazione che entra nelle dimore abbandonate ancora intatte e nei palazzi signorili. Galeria Antica, borgo sul fiume Arrone, è compreso nel territorio comunale di Roma: fu abbandonato definitivamente nel 1809 in seguito a un'epidemia di malaria, nei cui dintorni sono state trovate le fosse comuni degli infetti. Altra città fantasma è Monte Follettoso, vicino a Roccagiovine.
In provincia di Latina sono visitabili, nel territorio di Cisterna di Latina, i resti della città medievale di Ninfa, che si affacciano sull'omonimo lago. Abbandonata nel XVI secolo, agli inizi del XX secolo fu trasformata in giardino esotico dai Caetani.
In provincia di Rieti si trovano i borghi abbandonati di Antuni (frazione di Castel di Tora rimasta isolata dalla terraferma in seguito alla creazione del lago artificiale del Turano), Reopasto (frazione di Contigliano abbandonata negli anni sessanta a causa dello spopolamento), Fontefredda (vicino a Fiamignano), Cartòre (nei pressi di Sant'Anatolia di Borgorose) e Rocchettine in Sabina (nei pressi della frazione Rocchette del comune di Torri in Sabina).

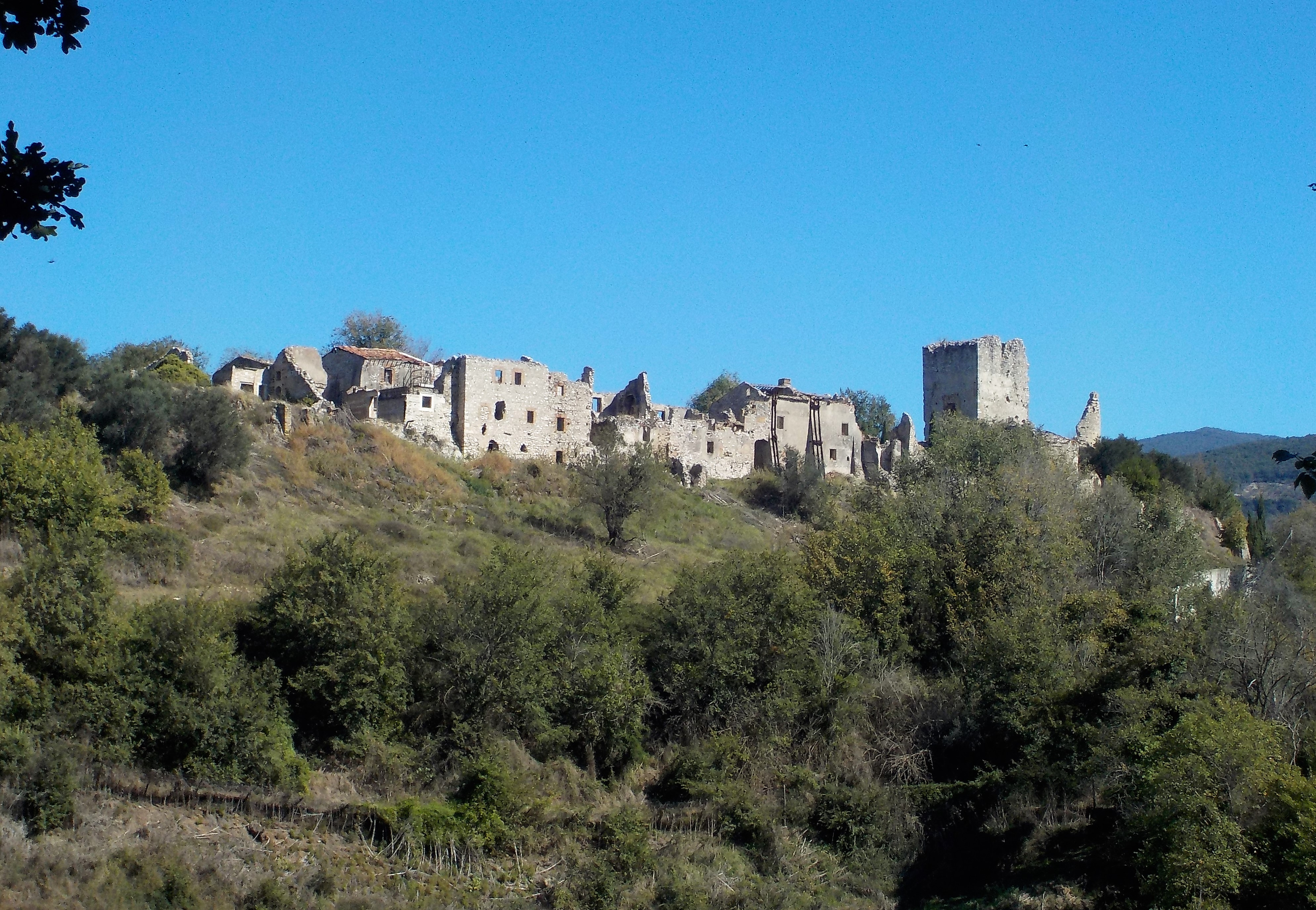
Ruderi di Stazzano Vecchio

Sempre in provincia di Rieti è situato Stazzano Vecchio, frazione di Palombara Sabina con Stazzano Novo. Già colpito da un’epidemia di peste nel 1744 e dal terremoto del 1780, fu distrutto dal sisma del 24 aprile 1901 e completamento abbandonato. In situ si conservano la zona absidale della Chiesa di Santa Maria del Soccorso, i ruderi del Castello Savelli a due piani, con i resti del mastio, della torre quadrata e di tre torri circolari.
In provincia di Viterbo, oltre a Celleno Vecchio, si trova Civita di Bagnoregio, piccolo centro (luogo natale di San Bonaventura) che si è spopolato a causa della fragilità e dell'isolamento del costone tufaceo su cui sorge. Il luogo ha scoperto recentemente un'importante popolarità turistica e recentemente è stato candidato a diventare patrimonio dell'umanità UNESCO.
Ai confini fra Lazio e Toscana, si trovano invece i resti della città di Castro, capitale dell'omonimo ducato governato dai Farnese, che vi costruirono importanti edifici pubblici, palazzi e chiese. Nel 1649, il ducato fu conquistato dalle truppe pontificie che rasero al suolo la città.
Sulle rive del lago di Bolsena si trovano tre paesi (Bisenzio, San Lorenzo alle Grotte e Borghetto) abbandonati nel XVIII secolo, quando l'innalzarsi del livello del lago rese paludosi e invivibili i luoghi in cui sorgevano.
Bisenzio, sulla sponda occidentale, fu un'importante città etrusca che contese a Volsinii il dominio della regione, come testimoniato dalle numerose necropoli scoperte. In epoca medievale fu un castello e passò in seguito ai Farnese. Il suggestivo promontorio su cui sorgeva, oggi nel territorio di Capodimonte, conserva importanti resti di epoca etrusca, romana e medievale.
San Lorenzo alle Grotte o semplicemente San Lorenzo in altre fonti fu fondato dai superstiti della città etrusco-romana di Tiro distrutta dai Longobardi e così chiamato per le grotte scavate alla base del colle su cui sorgeva. Il fallimento dei progetti di bonifica e le continue frane del colle su cui sorgeva, spinsero Papa Clemente XIV a trasferire la popolazione nel nuovo centro di San Lorenzo Nuovo costruito a poca distanza sulla via Cassia.
Borghetto si sviluppò come centro di sosta per i viaggiatori della via Francigena e per la presenza di mulini. La duchessa Gerolama Orsini vi costruii una residenza di campagna. La sua popolazione fu decimata dalla malaria e nel XVIII secolo fu unito a Grotte di Castro.

## Liguria

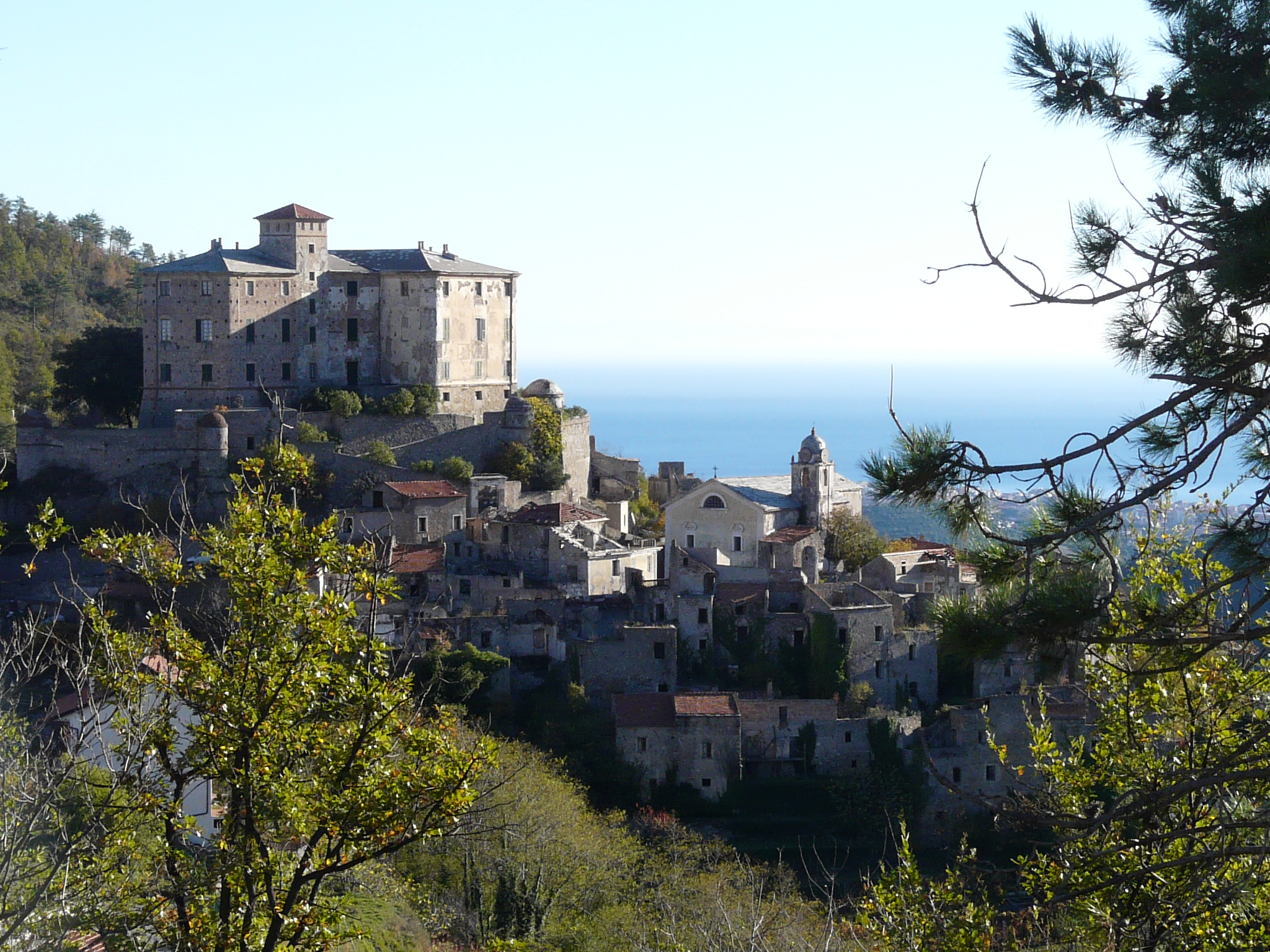
Il vecchio borgo di Balestrino

Di borghi fantasma in Liguria ricordiamo: il borgo vecchio di Balestrino in provincia di Savona, abbandonato nel 1963 per un dissesto idrologico. Il fascino del borgo fantasma ha portato un discreto turismo escursionistico in zona, ed è stato anche set cinematografico del film Inkheart - La leggenda di cuore d'inchiostro.
Il borgo di Lavazzuoli, frazione del comune di Valbrevenna in valle Scrivia, abbandonato negli anni sessanta e recentemente recuperato; Canate, frazione del comune di Davagna, Noci, frazione del comune di Montoggio e Assereto, frazione del comune di Casella, Beverone La Spezia frazione con circa 20 abitanti è una casa di riposo; il paese è situato nella Val di Vara. Ricordiamo, inoltre, l'enorme frazione "Cravarezza", a Calice Ligure, abbandonata agli inizi degli anni sessanta a seguito della chiusura di un'importante miniera e per l'isolamento dalle località principali. Attualmente l'unico edificio ancora utilizzato è una piccola cappella, mentre rimangono in piedi ancora numerosi ruderi, tra cui una taverna e parte della miniera stessa.
In provincia della Spezia, Luni fu un'importante città romana, sede vescovile, finché non fu abbandonata dai suoi abitanti per la scarsa difendibilità dalle incursioni barbariche. Oggi è un sito archeologico.
Si può ricordare infine Bussana Vecchia (IM), semidistrutta dal terremoto del 1887 e poi completamente evacuata dagli abitanti superstiti, che ricostruirono le case tre chilometri più a valle, fondando la frazione di Bussana Nuova.
Il paese vecchio rimase abbandonato fino alla metà del Novecento, quando alcuni degli edifici meno diruti vennero rioccupati da una comunità internazionale di artisti.

## Lombardia
Per quanto riguarda la Lombardia, un esempio relativamente famoso è quello di Consonno, piccola frazione del comune di Olginate, in provincia di Lecco. Esistono inoltre due paesi senza alcun collegamento stradale e raggiungibili solo attraverso sterrati e mulattiere: si tratta di Savogno e di Dasile, che si trovano in Valchiavenna. Inevitabilmente il destino dei due villaggi si è compiuto verso la metà degli anni cinquanta, quando civiltà e progresso hanno isolato questi borghi montani che ancora oggi si sono conservati molto bene offrendo spunti interessanti agli amanti dell'escursionismo; da segnalare però che il borgo di Savogno viene abitato parzialmente nel periodo estivo. Da segnalare anche il borgo del Canto, sito sulle colline fra Sotto il Monte, Carvico e Pontida, in provincia di Bergamo. L'antica contrada, abitata fino agli anni cinquanta, giace oggi in uno stato di totale abbandono e decadenza, nonostante i tentativi di recupero e la costruzione di alcuni nuovi edifici negli anni 2000.
La frazione di Case Nuove di Somma Lombardo (VA), a ridosso del campo di aviazione di Malpensa. Nei primi anni 2000, a causa dell'ampliamento dell'aeroporto diverse zone dei comuni di Lonate Pozzolo, Ferno e Somma Lombardo divennero inabitabili per problematiche legate al rumore generato dai velivoli in transito. Alcuni quartieri furono progressivamente delocalizzati. La frazione di Case Nuove fu contemporaneamente quasi completamente abbandonata dai residenti. Stesso destino per alcune contrade di Ferno e Lonate Pozzolo. Nel comune di Milano è da citare Vaiano Valle, piccola località rurale posta nella periferia meridionale della città, oggi abbandonata e in stato di degrado.

## Molise

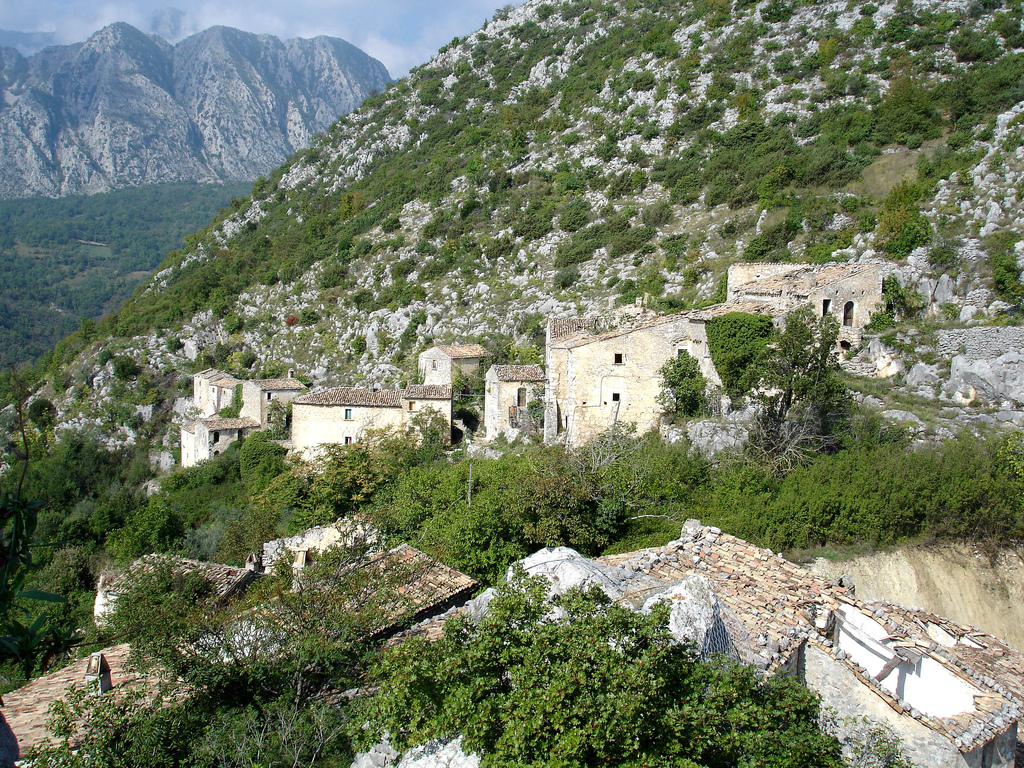
Il borgo abbandonato di Rocchetta Alta, in Molise

Molti sono i borghi molisani, specialmente nella provincia di Isernia, completamente o parzialmente abbandonati a causa dell'emigrazione dal dopoguerra in poi. Il più conosciuto è Rocchetta Alta, frazione del comune di Rocchetta a Volturno di cui era il nucleo principale prima dello spopolamento. Il borgo, che si trova ai piedi dei Monti della Meta, è completamente abbandonato e gli edifici sono gravemente in rovina, con solai crollati e porte divelte. A causa di recenti crolli e della crescita della vegetazione, il borgo non è più visitabile agevolmente.

## Piemonte
In Val Borbera, in provincia di Alessandria, ci sono sette borghi abbandonati nel corso degli anni sessanta. Si trovano tutti nell'alta valle, tranne uno:
- Rivarossa (738 m), frazione disabitata di Borghetto di Borbera
- Avi (610 m), frazione disabitata di Roccaforte Ligure
- Camere Nuove, frazione disabitata di Mongiardino Ligure
- Connio Vecchio, frazione disabitata di Carrega Ligure
- Chiapparo (937 m), frazione disabitata di Carrega Ligure
- Ferrazza (1111 m), frazione disabitata di Carrega Ligure; è stata recuperata negli anni Novanta del XX secolo
- Reneuzzi (1075 m), frazione disabitata di Carrega Ligure

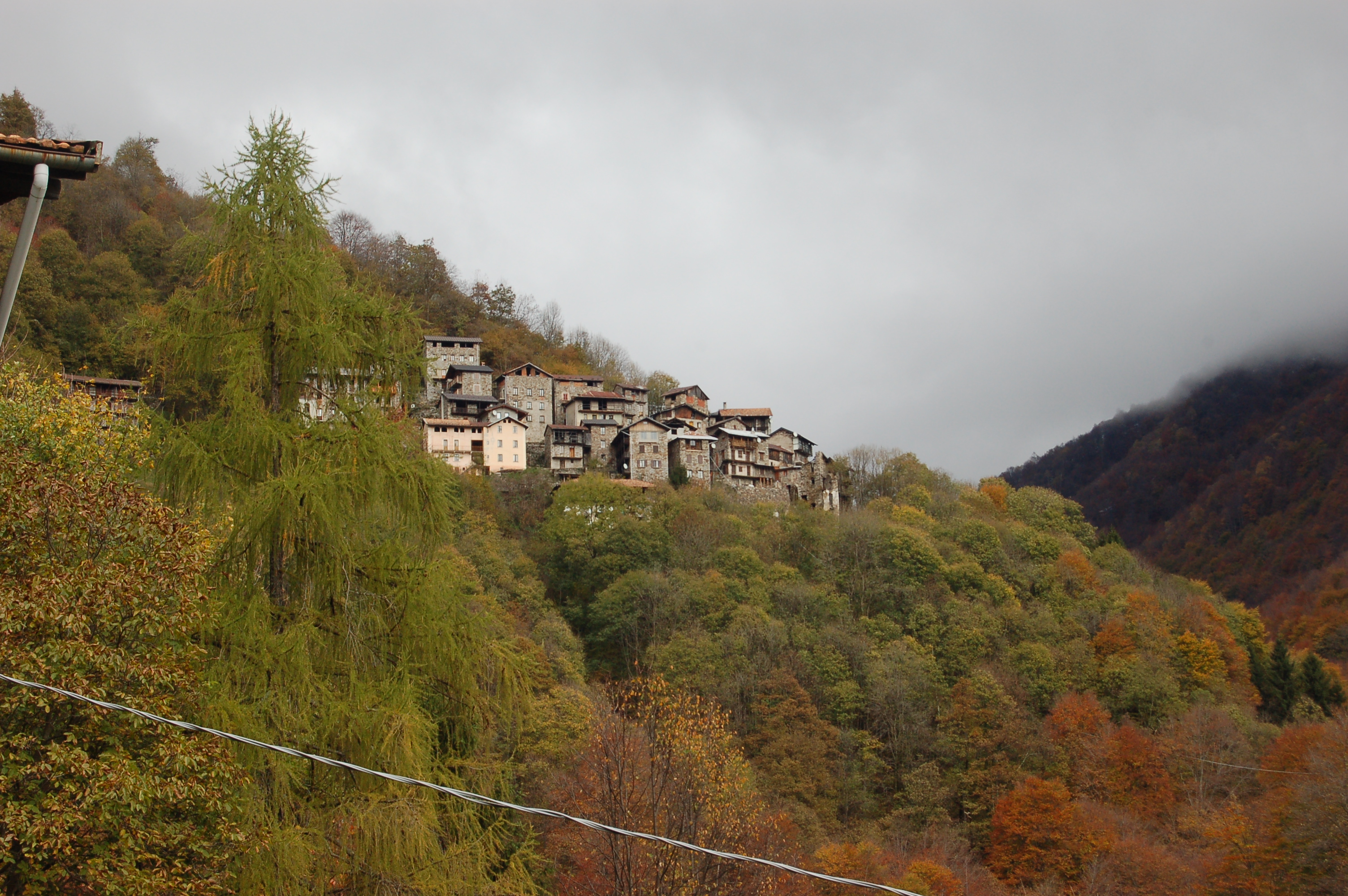
Erbareti, frazione disabitata di Varallo, Vercelli, 2012

Altri paesi fantasma nella regione sono:
- Narbona e altre località del comune sparso di Castelmagno, nell’alta Valle Grana in provincia di Cuneo[15]
- Leri Cavour, frazione disabitata di Trino (provincia di Vercelli)
- Erbareti (956 m), frazione disabitata di Varallo

In Val di Susa, in provincia di Torino, è parzialmente abbandonata fin dagli anni cinquanta del XX secolo la frazione Coindo, appartenente al comune di Condove (fino al 1936 appartenente al comune di Mocchie).

## Puglia
San Nicola Imbuti, sul Lago di Varano, in provincia di Foggia, è stata una importante base per idrovolanti durante e dopo la prima guerra mondiale (Idroscalo "Ivo Monti"). Sorta attorno a un preesistente benedettino, la base si componeva di diversi edifici sia civili sia militari, tutti oggigiorno abbandonati.
Il villaggio minerario della Montecatini nei pressi di San Giovanni Rotondo (Contrada Quadrone) fu abbandonato nel 1973 in seguito alla chiusura della miniera di bauxite, inaugurata durante il fascismo, e considerata per imponenza, ma non per qualità, una delle più importanti d'Europa. I pochi edifici rimasti sono oggi abbandonati, con l'eccezione di un paio, recentemente riconvertiti in un albergo-ristorante.
Sui Monti Dauni il Rione Fossi, nel comune di Accadia, è stato abbandonato in seguito a un sisma nel 1930.
Nel Salento in provincia di Lecce si trova la frazione Monteruga del comune di Veglie, un centro abitato abbandonato nel corso degli anni ottanta.
Abbandonata è anche Roca Nuova, frazione di Melendugno, dalla seconda metà del XIX secolo.

## Sardegna
Altra testimonianza di villaggio fantasma si trova a Naracauli nei pressi di Piscinas (Arbus) e Ingurtosu (Arbus). Negli anni cinquanta era un fiorente villaggio che ospitava i minatori delle vicine miniere di piombo, zinco e argento; una volta crollato il sistema economico basato sull'estrazione mineraria, il paese è stato abbandonato. Oggi vi si possono osservare ancora i resti delle abitazioni e degli uffici minerari. Il villaggio è stato omaggiato dai Nomadi in una canzone omonima del 1978.
Altri paesi abbandonati sono Gairo e Osini, nell'Ogliastra, a seguito di alcune inondazioni che provocarono frane nella zona e che convinsero gli abitanti a ricostruire i centri abitati in altre zone (Gairo più in quota, Osini a circa 2 km).
Nella zona del Sulcis-Iglesiente si ricorda il piccolo centro di Tratalias che a cavallo tra gli anni ottanta e gli anni novanta fu abbandonata e ricostruita sul Monte Nigali, che si trova a nord-est rispetto al paese vecchio, circa 30 metri sopra il livello del mare per sfuggire alle infiltrazioni distruttive del lago artificiale di Monte Pranu.
Oggi il vecchio borgo è stato in gran parte demolito, ma una zona attorno alla chiesa di Santa Maria di Monserrato è in fase di recupero e ristrutturazione.
Nell'isola dell'Asinara è presente il paese di Cala d'Oliva che non ha più residenti stazionali dall'istituzione del carcere e successivamente del parco nazionale, e attualmente ospita solo lavoratori stagionali, guardie forestali e turisti.
A Bonorva il villaggio di Rebeccu si è spopolato nel corso dei secoli, arrivando a contare un solo residente registrato nel 2010.
Interessante è anche il caso di Santa Chiara del Tirso, presso Ula Tirso (OR); si tratta di un villaggio che ospitava i dipendenti della Società elettrica sarda, circa 450 persone, occupati nella vicina diga di Santa Chiara. Alla fine degli anni ottanta del Novecento, con la dismissione della centrale idroelettrica della vecchia diga, il piccolo centro venne abbandonato.

## Sicilia
Gioiosa Guardia è un borgo abbandonato nel 1783, a causa di un terremoto. I paesi di Poggioreale, Gibellina, Salaparuta e Montevago sono stati abbandonati dopo il terremoto del Belice del 1968 e ricostruiti altrove. I villaggi Schisina furono costruiti negli anni cinquanta sui monti Peloritani.
Un altro borgo parzialmente abbandonato è Castanea che a seguito di varie frane avvenute a cavallo fra il XIX e il XX secolo ha costretto la popolazione a ricostruire il paese in una nuova località più a monte. Del borgo rimangono solo alcuni ruderi. Poco sopra sorge una contrada abitata.
A Monreale, nella città metropolitana di Palermo, vi sono altre due frazioni disabitate, Borgo Schirò e Borgo Borzellino.
Nella città metropolitana di Messina si segnala Borgo Giuliano, frazione di San Teodoro completamente abbandonato e interdetto al pubblico per pericolo di crolli.

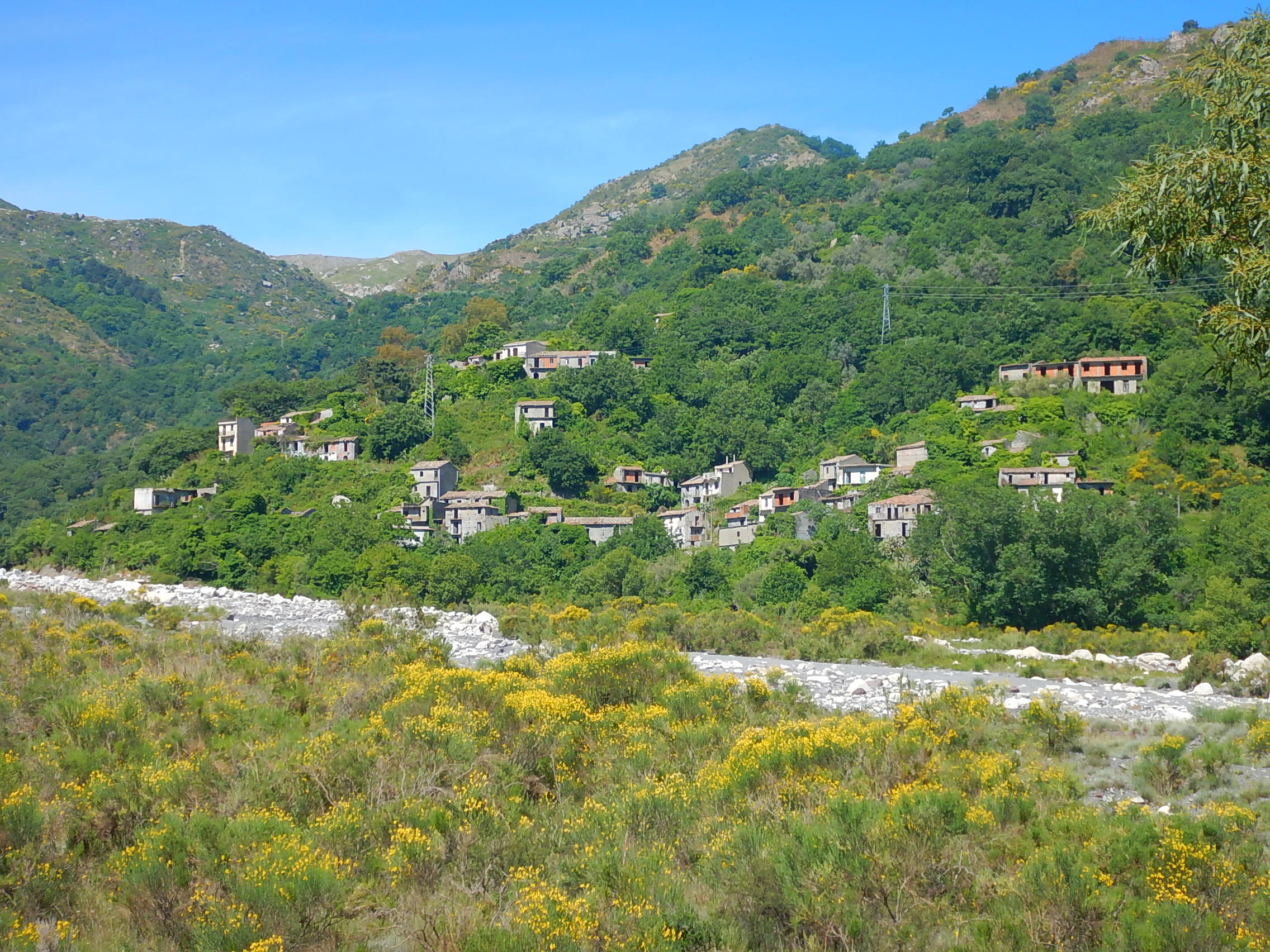
Abitato abbandonato di Rajù

Borgo Rajù è un vecchio abitato di Fondachelli-Fantina, provincia di Messina, edificato durante la Riforma agraria, tra il 1940 e il 1950, fu completamente distrutto il 31 dicembre del 1972 da una violenta alluvione con l’esondazione del torrente Fantina. L’abbandono fu immediato con il totale trasferimento della popolazione in diversi comuni posti nelle immediate vicinanze (Terme Vigliatore, Giardini-Naxos, Barcellona Pozzo di Gotto, Rodì Milici, Trappitello di Taormina, Novara di Sicilia).
Nel libero consorzio comunale di Caltanissetta vi è Borgo Guttadauro, villaggio tra Gela e Butera, la cui costruzione iniziata nel 1941, si concluse nel 1943 con la consegna al Demanio Aeronautico affinché vi si potesse stabilire il personale militare.
Come i borghi dello stesso periodo, la sua pianta si svolge intorno a una piazza e comprende la chiesa a pianta centrale quadrata (crollata tra il 2004 e il 2005), la caserma dei carabinieri e la collettoria postale, la casa del fascio, la scuola, il dispensario medico e le case artigiani.

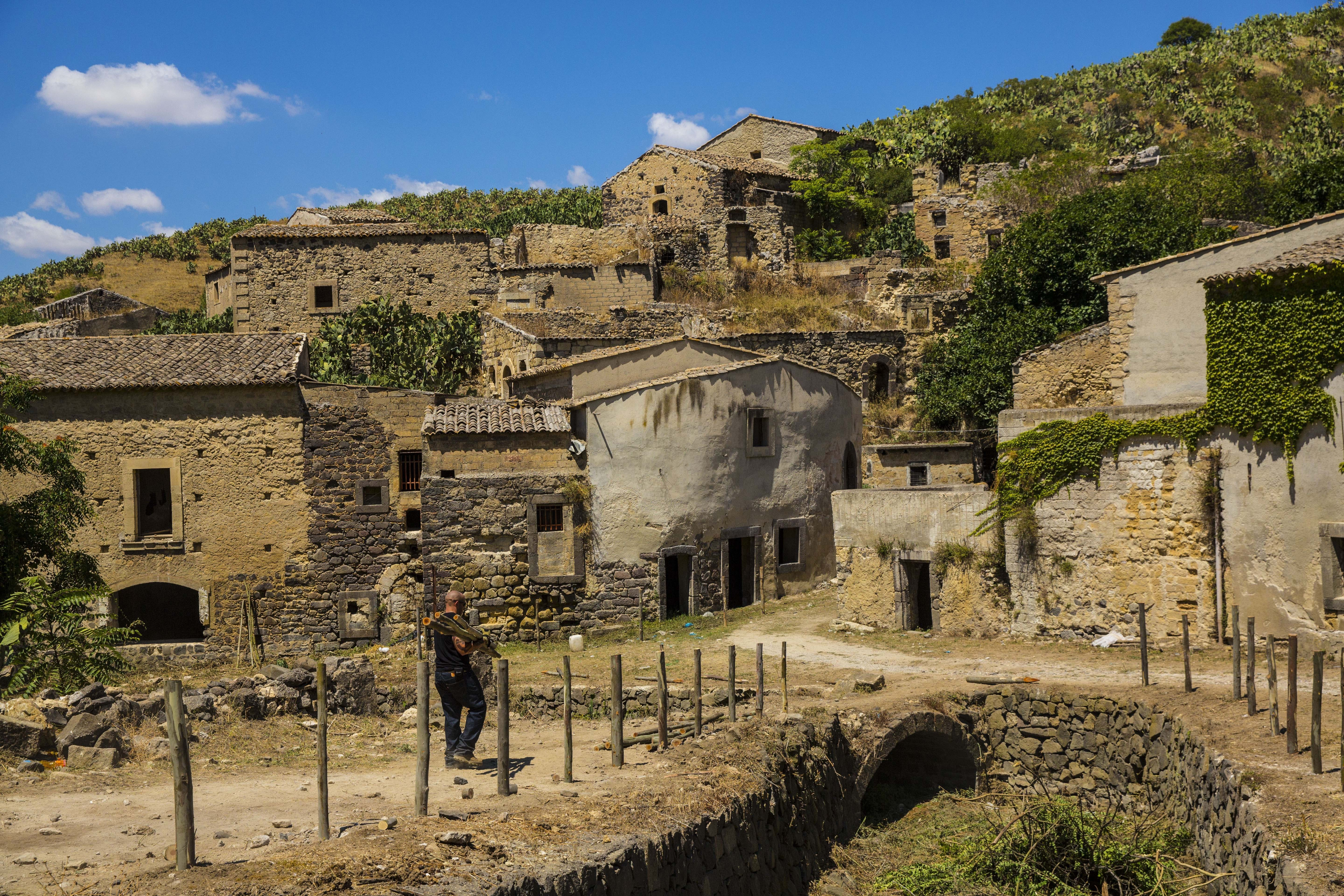
Borgo Cunziria

Borgo Cunziria è un vecchio abitato di Vizzini, in provincia di Catania, sorto nel 1700 per ospitare le famiglie degli operai della conceria e composto da 40 abitazioni disposte su colline con la chiesa di Sant’Eligio in posizione centrale, fu progressivamente abbandonato dalla fine degli anni ’20 agli anni ’60 del Novecento, dopo la diffusione della concia industriale. Tra il 1998 e il 2000 la Provincia di Catania acquisì il 70% dei fabbricati e nel 2014 il sito è stato concesso in comodato d’uso gratuito al Comune di Vizzini. 
Borgo Rizza è un vecchio abitato di Carlentini, situato nel Libero consorzio comunale di Siracusa ed edificato tra il 1939 e il 1940 dall’Ente di Colonizzazione del Latifondo Siciliano (ECLS), su progetto dell’architetto Pietro Gramignani, prende il nome da Angelo Rizza, studente siracusano assassinato nel 1921 ad Ortigia. Il borgo rurale, uno dei nuovi borghi rurali nel periodo fascista, di ‘Tipo A’, secondo la classificazione tipologica del Littorio, presenta chiesa con canonica, municipio, scuola, Caserma dei Carabinieri e Casa del Fascio. Con l’occupazione delle truppe alleate nel 1943, il sito, utilizzato come ospedale da campo, fu ampiamente danneggiato. Nel 1975, infine, fu consegnato al Comune di Carlentini per l’uso perpetuo di pubblica utilità.
Bardara, borgo di Lentini, nel territorio del Libero consorzio comunale di Siracusa, edificato nel 1930 su progetto dell’ing. Ugo Sartori, all’interno delle opere di bonifica del lago di Lentini, era dotato di due piazze con abbeveratoi e otto padiglioni abitativi. Durante l’occupazione alleata, fu conquistato dall’esercito tedesco e da quello americano, che ne deturparono profondamente le strutture. Nel 1946, dopo la proposta del Consorzio di Bonifica del Lago di Lentini all’Alto commissariato per la Sicilia, furono realizzati diversi lavori, ma il sito fu presto abbandonato per l’assenza dei servizi necessari allo svolgimento della vita quotidiana (soprattutto rete fognaria e impianto idrico). Solo negli anni ’70 del secolo scorso, l’insediamento fu nuovamente utilizzato da un Centro per il recupero di persone con disabilità.
Borgo Fazio, frazione di Salemi, nel Libero consorzio comunale di Trapani. Edificato nel 1940 dall’Ente di Colonizzazione del Latifondo Siciliano (ECLS), su progetto dell’architetto Luigi Epifanio, ricorda nel toponimo Amerigo Fazio (Marsala, 1895 - Mai Beles, 1936), medaglia d’oro al valor militare, caduto nel 1936 in Africa Orientale. Borgo di ‘Tipo A’, secondo la classificazione tipologica del Littorio, era dotato di scuola, Casa del Fascio, uffici per la delegazione podestarile, chiesa con sacrestia e casa del parroco, Caserma dei Carabinieri, ambulatorio medico, Collettoria postale, trattoria e botteghe artigiane. Nelle immediate vicinanze furono organizzati campi sperimentali per introdurre nuove piantagioni e metodi di coltivazione. Subì diversi crolli durante il Terremoto del 1968 che colpì l’intera Valle del Belice e, nel 1978, fu consegnato al Comune di Trapani.

## Toscana
L'abitato di Rocca San Silvestro, nel comune di Campiglia Marittima è un villaggio fantasma medioevale fondato nel X-XI secolo, dalla famiglia dei Della Gherardesca e morto insieme alle miniere di rame e piombo argentifero che lo circondano, il cui sfruttamento è iniziato in epoca etrusca. Il villaggio è oggi visitabile nell'ambito del "Parco minerario di San Silvestro". In provincia di Lucca, nel comune di Bagni di Lucca, c'è la località Bugnano, paese di circa 50 case, completamente abbandonato a causa anche della sua posizione, difficile da raggiungere in auto.
Un tipo particolare di città fantasma è Fabbriche di Careggine, abitato sgomberato negli anni 50 a causa di una diga il cui bacino sommerse il villaggio ancora intatto. Fino allo scorso secolo, con cadenza variabile tra i 4 e i 6 anni, l'invaso veniva svuotato per ispezionare la diga e il paese riaffiorava, attirando turisti e vecchi residenti per vivere un'esperienza unica al mondo. Questo "miracolo" oggi non è più in programmazione grazie all'ausilio di sonde e moderni sistemi di monitoraggio.
Un altro paese fantasma è Col di Favilla, nel comune di Stazzema che ha visto diminuire drasticamente la popolazione verso gli Anni 1960 in seguito alla costruzione di una strada alternativa che ha definitivamente isolato il paese dai traffici commerciali una volta tappa obbligatoria per chi voleva attraversare questo tratto dell'alta Versilia.
In provincia di Massa e Carrara, nel comune di Zeri, sorge il paese fantasma di Formentara, antico alpeggio per i pastori che d'estate portavano il bestiame in alta quota, e dal 10 dicembre 2018 anche Braia, nel comune di Pontremoli, dopo essere deceduta la signora Teresa Pini, ultima "custode" del paese.
In provincia di Pisa vi è Toiano, situato in una zona di notevole interesse paesaggistico, tra le morbide verdi colline pisane e i calanchi di sabbia che sconfinano nelle balze della zona intorno a Volterra.
In provincia di Siena, nel comune di Rapolano Terme, sorge la frazione fantasma di Poggio Santa Cecilia, situata sulla sommità di una collina.
In provincia di Pistoia, nel territorio di Sambuca Pistoiese, la frazione Castello di Sambuca è popolata solamente nel periodo estivo.
In provincia di Livorno, nell'arcipelago toscano, si trova l'Isola di Pianosa, completamente abbandonata come paese e abitato solo dal personale ministeriale, ecclesiastico e turistico durante il periodo estivo.
In alto Casentino, provincia di Arezzo si segnala la frazione di Serelli presso Vallucciole (Stia) completamente distrutto da una frana nel 1993. Quello che rimane sono una ringhiera posta sopra un muro, l'unico superstite allo smottamento, e una cucina economica, unica vigilante di un paese dimenticato. Sempre in Casentino, nella zona conosciuta come Vallesanta, nei pressi di Rimbocchi, sono presenti alcuni nuclei disabitati, come Siregiolo e Montesilvestre.

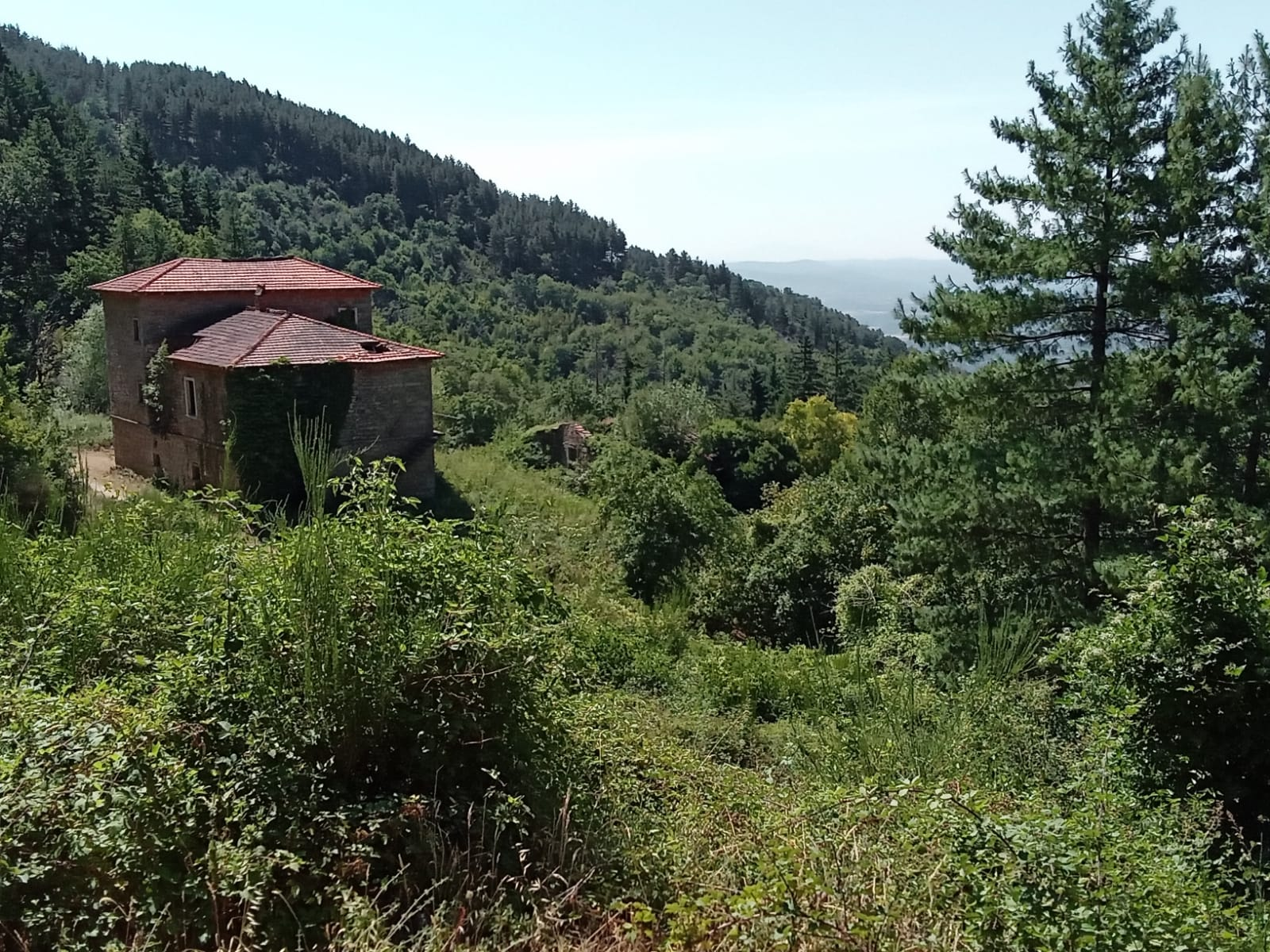
Borgo fantasma di Roveraia

Nei pressi di Pratovalle, frazione del comune di Loro Ciuffenna, in provincia di Arezzo, si trova il borgo fantasma di Roveraia, di proprietà della Regione Toscana, il cui nome deriva dal latino robur, cioè "rovere". La presenza del paese è attestata fin dal Medioevo, periodo in cui era presente una torre. Durante la Seconda guerra mondiale fu sede di un'importante base partigiana, motivo per cui il borgo fu distrutto per mano dell'esercito tedesco. Inoltre alcuni edifici del nucleo furono bombardati. Ricostruito e in seguito abbandonato fra gli anni Sessanta e Ottanta del XX secolo, il borgo si trova in stato ruderale.
Si segnala il paese di Bivignano nel comune di Arezzo, vecchio borgo agricolo nei pressi di Palazzo del Pero che conserva una chiesa molto bella e i resti di un castello e Calbi, borgo alle falde del monte Lignano abbandonato da molti decenni. Tra Palazzo del Pero e Castiglion Fiorentino, lungo la valle del Torrente San Chimento, sono presenti altri borghi e contrade disabitate (in particolare Galloro e Cecani).
Infine Castelnuovo dei Sabbioni nel comune di Cavriglia provincia di Arezzo fu centro vitale legato alle miniere di lignite. Oggi restano solo le testimonianze dell'abbandono: il borgo fu infatti evacuato negli anni settanta perché a rischio di crollo.
Da citare è anche il borgo di Castiglioncello, situato in provincia di Firenze ai confini con quella di Bologna, nei pressi della località Moraduccio. Venne progressivamente abbandonato a partire dal Settecento, quando al posto dell'antica strada che correva sul crinale appenninico si iniziò a utilizzare una strada nel fondovalle, che è quella tuttora utilizzata. Gli abitanti rimasero sempre più isolati e decisero così di abbandonare il paese.
Cavagliano, una frazione collinare di Prato, è stata abbandonata nel secondo dopoguerra, nonostante la relativa vicinanza al centro cittadino, quando gli abitanti cessarono le attività agricole e pastorali della zona per impiegarsi prevalentemente nelle industrie tessili del capoluogo. Attualmente il piccolo borgo è ridotto a un gruppo di ruderi, compresa la chiesa.
Valibona, un tempo borgata agricola e pastorale del comune di Calenzano posta sul Monte Maggiore e teatro di un celebre episodio della Resistenza nel gennaio 1944, fu abbandonata dagli abitanti subito dopo la fine della seconda guerra mondiale sia per i danni recati dalla battaglia (i repubblichini incendiarono e danneggiarono diverse case per rappresaglia contro gli abitanti che avevano dato rifugio ai partigiani) sia per il decadere delle attività economiche della zona e la difficile viabilità (ancora oggi è raggiungibile solo attraverso sentieri non asfaltati e piuttosto disagevoli). Dopo decenni di abbandono assoluto, il piccolo borgo ha ritrovato un po' di vita con l'inaugurazione di un piccolo museo-memoriale dedicato alla battaglia di cui il borgo fu teatro, posto in una casa restaurata.
Altra località tuttora abbandonata nella città metropolitana di Firenze è Fornello, piccolo villaggio di origine ferroviaria situato nel comune di Vicchio.
Bergiola, nel comune di Minucciano, in Provincia di Lucca, completamente distrutto il 7 settembre 1920 dal devastante Terremoto della Garfagnana e della Lunigiana, fu definitivamente abbandonato. In situ si conservano esigue tracce delle mura, della strada lastricata, delle abitazioni, del pozzo e della chiesa.

## Trentino-Alto Adige

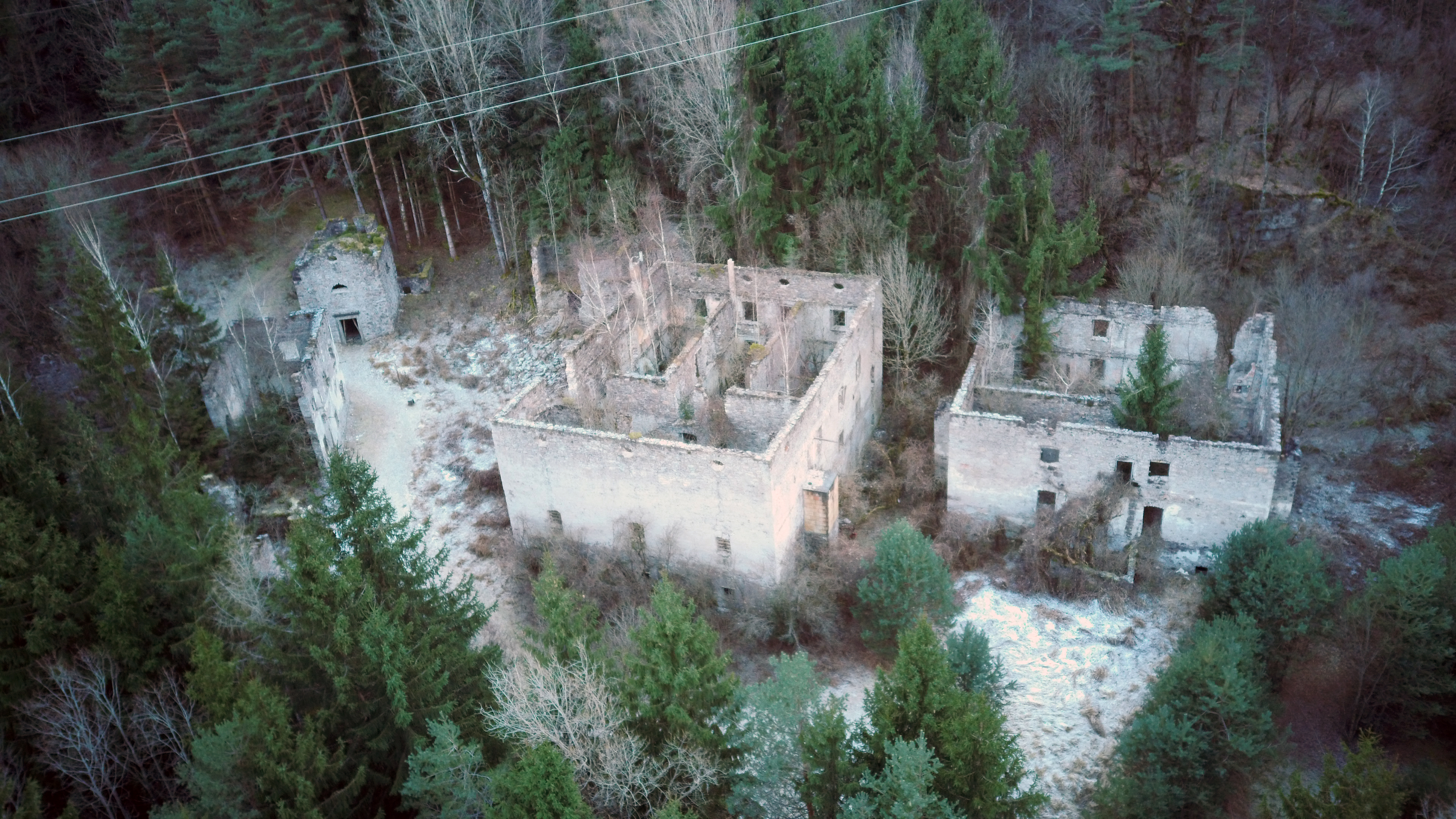
Vista aerea di parte delle rovine di Ischiazza, Valfloriana

I paesi di Ischiazza e Maso, nel comune di Valfloriana all'imbocco della val di Fiemme, vennero abbandonati a seguito dell'alluvione del 1966; l'esodo degli abitanti di Ischiazza venne documentato da Flavio Faganello.
Altro paese fantasma è Irone, nel comune di Tre Ville, abbandonato a seguito dell'epidemia di peste del Seicento.
Pimunt, in Val Rendena, è stato abbandonato verso la metà del XX secolo, quando i circa cinquanta residenti si spostarono più giù a valle.
Sempre in Val Rendena si ricordano i piccoli paesi di Varcè e Canisaga, limitrofi al comune di Bocenago, le cui popolazioni vennero completamente decimate dalla peste del 1630.

## Umbria
Umbriano è una fortezza attualmente abbandonata ubicata nel comune di Ferentillo (TR).
La fortezza fu costruita sul versante nord del monte Sant'Angelo nell'890 dopo le invasioni da parte dei Saraceni in Umbria.
La fortezza quindi si trovava in una posizione dominante e difficilmente attaccabile.
Essendo in una zona sprovvista di collegamenti stradali con la Valnerina e di attrattive economiche nel secondo dopoguerra avvenne un progressivo spopolamento e dal 1950 risulta essere completamente abbandonato.
Scoppio è una frazione disabitata del comune di Acquasparta (TR), sita a circa 640 m s.l.m.
I resti del paese si trovano lungo la strada provinciale 418 che collega Acquasparta a Spoleto, sui monti Martani, a circa 15 km dal capoluogo. Secondo i dati del comune, solo 8 persone risultano abitare nelle case circostanti l'antico borgo.
Il nome deriva dal latino scopulus, per via della sua posizione di dominio sulla piana sottostante. Intorno all'anno 1000 entra nelle Terre Arnolfe e ne seguirà le sorti.
Nel 1750 ancora vi dimoravano 25 famiglie, ma il paese venne abbandonato intorno al 1950 in seguito ai danni causati da una serie di terremoti. Il suo aspetto fantasma e la sua suggestiva posizione di isolamento su uno sperone di roccia che domina il fosso della Matassa, ne fanno una meta caratteristica nell'ambito del percorso di trekking dei monti Martani. Nei pressi del borgo vi è anche un rifugio dove è possibile pernottare.
Sensati, borghetto nel comune di Spoleto abbandonato da almeno cinquanta anni, si trova nelle vicinanze della piccola frazione di Cese, 7 abitanti.
Catinelli, altra frazione del comune di Spoleto, nelle vicinanze di Pompagnano e Montebibico, dove vive una sola famiglia.
Nel comune di Città di Castello (PG) al confine con le Marche si trovano le frazioni di Botina e Scalocchio, abbandonate a cavallo degli anni sessanta per ragioni economiche, alcune abitazioni sono state ristrutturate e adibite ad agriturismo.

## Valle d'Aosta
Nel comune di La Salle si trova il villaggio abbandonato di Equilivaz, in quello di Saint-Denis è collocato il centro abbandonato di Barmaz. I paesi di Fornet, Sevey, Beauregard, Suplun, Chappuis, Surier e Usellières, nel comune di Valgrisenche, furono abbandonati in seguito alla costruzione della diga di Beauregard.

## Veneto
Nel comune di Gosaldo si ricorda l'insediamento di California, così chiamato dal nome dell'osteria-albergo intorno alla quale era sorto e che attirava numerosi turisti durante la stagione estiva. A sua volta questo nome era un riferimento allo Stato americano della California, per analogia tra la corsa all'oro e le attività estrattive di mercurio che costituivano l'economia del paese. California fu gravemente colpita dall'alluvione del 1966 e abbandonata. Ne rimangono solo pochi ruderi e l'antico sito cittadino è stato riconquistato dal bosco. Vi si accede attraverso un ponte pedonale o guadando il torrente nei periodi di secca.
Nella provincia di Verona, precisamente nel comune di Brenzone sul Garda, si trova la frazione di Campo alle pendici del Monte Baldo a 200 metri di altezza. Nel comune di Recoaro Terme abbandonata da molti anni la piccola frazione di Orsetti.